# Хаггард, Генри Райдер
Сэр Ге́нри Ра́йдер Ха́ггард (в дореволюционной русской транскрипции Гаггард, англ. Henry Rider Haggard; 22 июня 1856 года, Брейденем, Норфолк, Англия — 14 мая 1925 года, Лондон) — английский писатель, представитель викторианской и эдвардианской приключенческой литературы. Несмотря на определённое воздействие на мировоззрение современников, остался писателем второго ряда, а часть его произведений перешла в разряд детской литературы. Считается основоположником жанра «затерянные миры» (наряду с Артуром Конан Дойлем). Произведения Хаггарда (особенно цикл про Аллана Квотермейна и бессмертную Айшу) и в XXI веке пользуются популярностью, переиздаются и экранизируются.
Происходил из семейства норфолкского джентри, получил юридическое образование, служил в колониальной администрации Наталя и Трансвааля. Сделал карьеру писателя на волне интереса к экзотическим странам и мистике у викторианской публики. Опубликовал 58 повестей и романов, а также несколько документальных книг. В 1895 году безуспешно пытался баллотироваться в парламент, в 1898—1911 годах выпустил четыре книги, посвящённые сельскому хозяйству Англии и Дании; в дальнейшем пытался убедить правительство в необходимости аграрной реформы. В 1912—1917 годах являлся королевским комиссаром для обследования дел в доминионах. Рыцарь-командор ордена Британской империи (1919).

## Биография

### Ранние годы

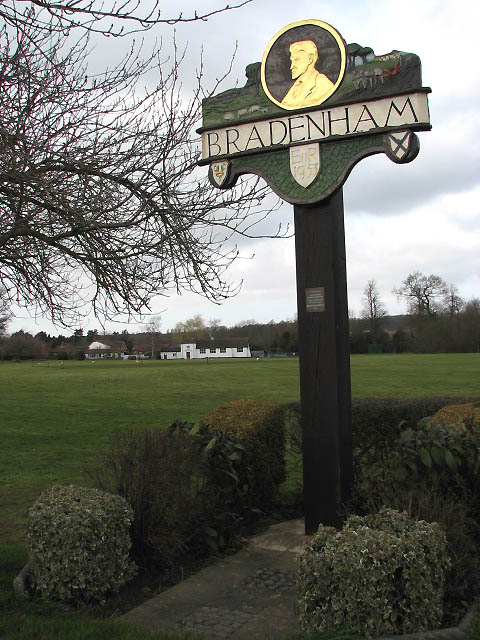
Знак у въезда в деревню Брэйденем. Фото 2008 года

Семейная легенда гласила, что Хаггарды происходили от датского дворянина Андреаса Огорда (Ogard), прозванного так по месту рождения. Вероятно, он перебрался в Англию в XV веке. Эндрю Лэнг, работая с Хаггардом в соавторстве, обнаружил упоминание некоего «Эндрю Оггарда, датского рыцаря» (Andrew Oggard, a Dantsh knight) в документах об осаде Орлеана в 1428 году. С 1561 года семейство поселилось в Хартфордшире. В 1760 году Уильям Генри Хаггард обосновался в Норвиче, а его сын, носивший то же имя, получил юридическое образование в Колледже Эммануэля в Кембридже, но профессией стряпчего не овладел и вёл жизнь сельского сквайра. Прадед писателя был первым, кто основал семейное гнездо в Норфолке, и приобрёл поместье в Брейдэнеме. Хаггарды построили усадьбу в георгианском стиле, в которой имелось три приёмных залы и десять спален; в период расцвета поместье занимало 400 акров (178 га), но затем сократилось до 140 акров. По сведениям, приводимым в автобиографии, дед писателя — Уильям Хаггард — служил в Британском банке в Санкт-Петербурге. Там же в 1816 году он женился на русской подданной британского происхождения Элизабет Мейбом, и в 1817 году родился отец будущего писателя — Уильям Мейбом Райдер Хаггард (англ. William Meybohm Rider Haggard). Он получил юридическое образование (и работал барристером), имел предпринимательские способности и был последним в семье, кто вёл традиционную жизнь помещика. При этом Уильям Хаггард отличался деспотичным нравом и взрывным темпераментом. Мать — урождённая Элла Доветон (англ. Ella Doveton) — была дочерью дворянина, служившего в Индии, и вела тихую жизнь хозяйки поместья; она принесла своему мужу богатое приданое. Генри Райдер Хаггард родился 22 июня 1856 года в небольшом коттедже Вуд-фарм в родовом поместье; он стал восьмым из десяти детей и шестым из семи сыновей. Дядя предложил назвать его Сильванусом по месту рождения, но ему дали два фамильных имени. От рождения Генри Райдер был слабым и страдал желтухой, в первые три месяца жизни дважды переболел лёгочными инфекциями, однако благодаря заботам матери и деревенскому приволью окреп. Детство его прошло в родном поместье, он рано выучился ездить верхом и охотиться с ружьём на кроликов и уток. И отец, и мать были отлично образованными людьми, Элла Хаггард даже писала стихи и в 1857 году опубликовала поэму об Афганской войне Myra; or the Rose of the East. Уже после её смерти в 1890 году Генри Райдер Хаггард опубликовал том её стихов Life and Its Author. По мнению Мортона Коэна, «сильное поэтическое чувство и яркие образы компенсировали неудачный выбор предмета [поэтического вдохновения]».
Для интеллектуального развития стимулов было немного: хотя в поместье была библиотека, чтение не играло большой роли в жизни детей. Тем не менее в автобиографии Генри Райдер Хаггард описал трагикомический эпизод, когда, зачитавшись «Робинзоном Крузо», он ни за что не хотел идти на проповедь в церковь, и старшей сестре с гувернанткой пришлось силой отобрать книгу. В отрочестве ему нравились сказки «Тысячи и одной ночи» и «Три мушкетёра» Александра Дюма, а также поэзия Маколея и Эдгара По. Начальное образование он получал как приходящий ученик школы в Вестминстере, на Ленстер-сквер, где его родители проводили несколько месяцев в году. Успехи, вероятно, были не очень велики: Генри пороли, отец отдал его в другую школу, но и полученные там познания были очень скромными. Разгневанный отец даже заявил, что сын «годится только в зеленщики». В конце концов, 10-летнего Генри Райдера отдали в заведение преподобного Х. Грэма в Гарсингтоне близ Оксфорда, где к нему нашли подход наставник и его жена. В 1889 году он описал это заведение в романе «Жена Аллана»; вероятно, оттуда же была вынесена фамилия «Квотермейн» (Quatermain), как звали одного из соседей-фермеров. Точно не известна продолжительность обучения Хаггарда в Гарсингтоне, но далее его отдали в частную Ипсвичскую школу. Из шестерых его братьев пятеро окончили престижные школы и затем университеты, а шестой пошёл служить во флот; Генри Райдер единственным из Хаггардов оказался в грамматической школе. В школе Генри слыл хулиганом, хотя и отличался любознательностью, стал капитаном запасной школьной футбольной команды, но не пробился в основной её состав; родители считали его «туповатым». Он не имел никаких способностей к точным наукам и ничего не мог выучить наизусть, хотя и был эмоционально восприимчивым.
В Ипсвиче впервые проявился его дар писателя: на одном из уроков словесности он неожиданно для всех написал несколько латинских стихов такого качества, что учитель обвинил его в плагиате; Генри Райдер доказал, что является автором, и удостоился публичных извинений. Далее он выиграл конкурс на лучшее эссе, причём темой была хирургия, с которой он никогда в жизни не сталкивался, и был вынужден полагаться лишь на воображение; однако приза так не получил. Далее отец решил, что 17-летний Генри получил достаточное образование, и решил частным образом готовить его к экзаменам в Форин-офис. Однако обучение не задалось; единственным положительным моментом стало то, что Хаггард впервые в жизни нёс ответственность за свои действия и жил самостоятельно. Неизвестно, кто рекомендовал его в салон леди Паулет на Ганновер-сквер, где увлекались спиритизмом. Леди впервые провела спиритический сеанс у Джона Рёскина ещё в 1860-е годы; Хаггард получил определённый опыт общения со сверхъестественным, в существовании которого он никогда не сомневался.
Проведя полтора года в Лондоне, в 1875 году Генри Райдер отправился с отцом и матерью в летнее путешествие по Европе. Новым поворотом в биографии он опять был обязан отцу: Уильям Хаггард узнал, что его друг и сосед-помещик сэр Генри Бульвер (племянник писателя и кузен вице-короля Индии) назначен лейтенант-губернатором колонии Наталь. Хаггард-старший попросил его пристроить сына на службу в свою свиту и получил согласие. Одной из причин, по которой отец стремился отправить сына за пределы Британии, стала влюблённость Генри в Лили Джексон. В общем, по словам Джеральда Монсмэна — «история типичного младшего сына викторианского джентри — мечтательного, меланхоличного, не заботящегося о карьере, грезящего о том свете, который когда-нибудь озарит его жизнь».

### Южная Африка

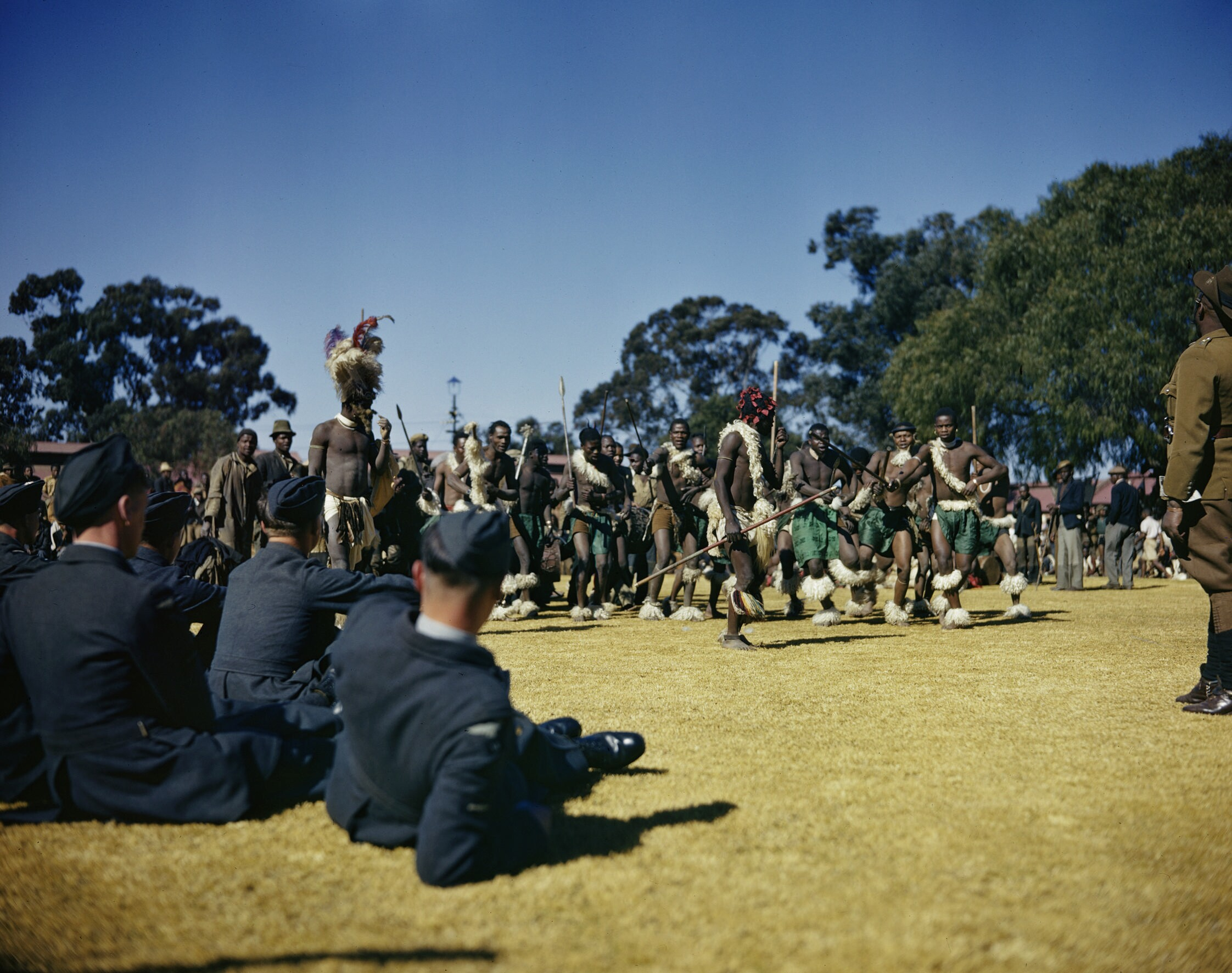
Зулусы исполняют боевой танец для курсантов Королевских ВВС в сентябре 1943 года

По пути в Наталь лейтенант-губернатор сэр Бульвер провёл месяц в Кейптауне. Далее путь пролегал морем до Дурбана и гужевым транспортом в Питермарицбург. Для Хаггарда карьерная перспектива была совершенно не ясна, хотя он и выражал надежду в письмах домой сделаться секретарём сэра Генри. Действительно, он сделался чем-то наподобие помощника: ему доверили наём слуг, заказ еды и организацию развлечений, что требовало большой внимательности и ответственности. Постепенно он завоевал уважение начальства, а в Южной Африке считался частью высшего общества. Несмотря на занятость, он имел возможность охотиться и купил хорошего коня. Это позволило ему лучше освоиться, он заинтересовался языком зулу (и изучил его в разговорной практике), был допущен на совещания и переговоры с туземными вождями. Не пренебрегал он и случайными связями и даже писал брату, что «женщина подобна наливному яблоку; даже если сердце её гнило, внешность от этого не станет менее прекрасной». В 1876 году он сопровождал лейтенант-губернатора Бульвера в поездке по колонии, наблюдал боевые танцы, устроенные вождём Пагате, а на обратном пути заблудился в вельде и был выведен оттуда кафром. Полученные впечатления вызвали у Хаггарда желание излагать их на бумаге, и в 1877 году в Gentleman's Magazine вышли его дебютные описательные очерки: «Военный танец зулусов», «Трансвааль» и «Визит вождя Секокоени».
Реальная обстановка была менее идиллической: в 1876 году произошло резкое ухудшение отношений основанной бурами республики Трансвааль с зулусами и вождём басуто Секокоени. Госсекретарь по делам колоний лорд Карнарвон распорядился провести расследование причины трений, а также изыскать возможность для аннексии зулусских и бурских территорий. Разведывательную группу возглавил сэр Теофилиус Шепстоун, который, прибыв в Наталь, взял в свою небольшую команду и Хаггарда. Сэр Бульвер сначала отказал, однако Шепстоун настоял на своём; судя по письмам Хаггарда родителям, он показал свою полезность при устройстве официальных приёмов, и предполагалось, что его способности пригодятся в Претории. Отбыв из Марицбурга в конце декабря 1876 года, группа Шепстоуна прибыла в трансваальскую столицу 22 января. Из приданных ему вооружённых сил сэр Теофилиус взял только 25 конных полицейских, а большая часть батальона стояла на границе, обеспечивая авторитет посланника. Для Хаггарда это было приключением, первым настоящим путешествием по Африке; о сущности миссии Шепстоуна, он, вероятно, не задумывался. Он тщательно фиксировал историю короля Кечвайо и познакомился с 60-летним воином-свази, которого именовал «Умслопогас» — под этим именем тот затем вошёл в серию романов об Алане Квотермейне.
Прибыв в Преторию, члены миссии были уверены, что договор о протекторате Британии над Трансваалем — практически решённое дело и подписание его займёт в буквальном смысле пару недель. Официальный приём также был вполне сердечным, и письмо Хаггарда родным от 3 марта было почти идиллическим по тону. Однако вскоре пришли известия о том, что вождь Секокоени согласен присягнуть Трансваальской республике, после чего Шепстоун был вынужден срочно отправить специальную комиссию из двух британцев и двух бурских чиновников в его крааль. Хаггарда прикрепили к ним в качестве секретаря от британской стороны. В Басутоленде миссию также приняли мирно, а огромные толпы аборигенов стекались, чтобы посмотреть на белых людей, в те времена почти неизвестных в этих местах. Миссия после долгих уговоров расстроила планы Секокоени: он заявил, что недоволен бурскими условиями. На обратном пути на границе африканеры устроили на британскую миссию засаду, и её фактически спас Хаггард, который настоял на использовании другой тропы, нежели было оговорено заранее. 12 апреля 1877 года было официально объявлено об аннексии Трансвааля; прокламация была зачитана на рыночной площади Претории; Хаггард присутствовал на этой церемонии.

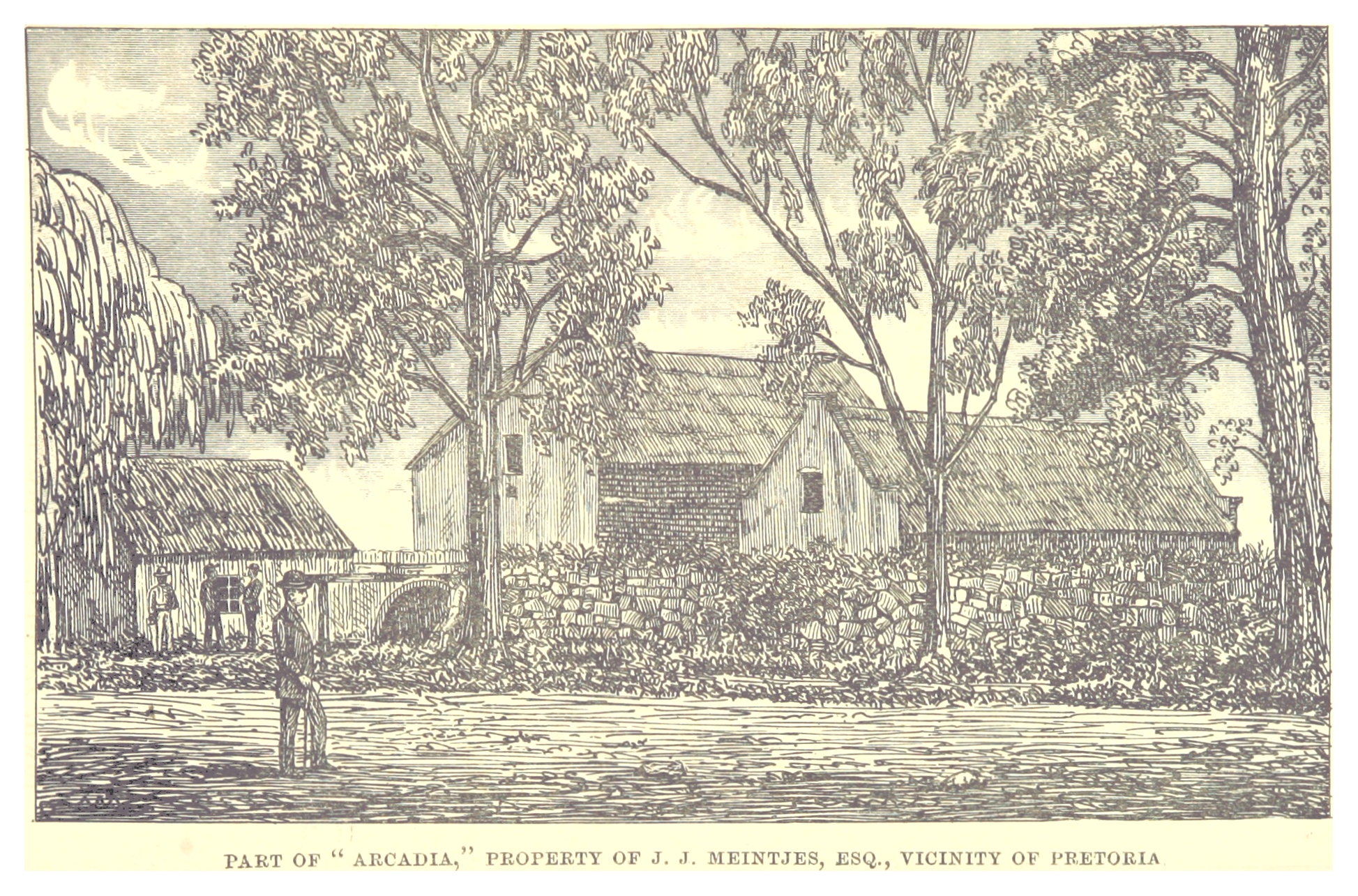
Вид Претории в 1878 году. Гравюра из Guide to the Transvaal

1 июня Генри Райдер с гордостью писал отцу, что назначен клерком Мелмота Осборна — колониального секретаря Трансвааля, с годичным жалованием 250 фунтов стерлингов (23 120 фунтов в ценах 2018 года). Хаггард-младший сообщал, что рассчитывал обосноваться именно на бурских территориях, а не в Натале, поскольку там много золота и лучшие карьерные условия. Он также рассуждал о том, что больше не будет причинять родителям хлопот и станет финансово независим; впрочем, письмо завершалось просьбой перечислить 20 фунтов стерлингов. 3 августа, ввиду кончины судебного архивариуса, на эту должность поставили 21-летнего Хаггарда, даже не имевшего юридического образования: Шепстоуну и Осборну срочно требовался авторитетный человек с незапятнанной репутацией. Примечательно, что по должности Генри Райдер стал верховным попечителем всех сирот в Трансваале. Молодость была преимуществом Хаггарда, которому пришлось приучать жителей колонии к правовой дисциплине, кроме того, он ввёл гербовый сбор за официальные бумаги и печати. Судья Котце в те времена был единственным на весь Трансвааль и вёл кочевой образ жизни, Хаггарду приходилось его сопровождать. Правительство выделило им спальный фургон, 8 волов и носильщиков, а пищу приходилось добывать охотой.
Из-за зулусской угрозы в Претории в декабре 1877 года Хаггард записался в ополчение, а в письмах к матери января следующего года отмечал, что буры крайне недовольны самодержавным правлением Шепстоуна. Тем не менее в октябре 1878 года Хаггард с гордостью писал, что является самым молодым в Африке судебным чиновником с жалованием в 400 фунтов, и даже купил два акра земли. У отца он попросил ещё 500 фунтов, чтобы построить бунгало в складчину с Артуром Кокрейном — финансовым чиновником из Англии, его ровесником, с которым Генри сдружился. Он продолжал кочевую жизнь с судьёй Котце, останавливаясь в городе примерно на три месяца в году. После поражения при Изандлване Хаггарда мобилизовали в охранный батальон, в его обязанности дополнительно входило наблюдение за настроениями буров, чтобы предупредить их возможное восстание. После пленения Кетчвайо и захвата Зулуленда, Хаггард подал в отставку. Тому способствовало множество причин. Во-первых, Хаггард узнал, что Лили Джексон вышла замуж. Ещё в 1877 году он открылся Шепстоуну и своему отцу, и если начальник был готов предоставить ему отпуск для официальной помолвки, то отец решительно запретил Генри покидать Африку. К 1879 году Хаггард стал лучше разбираться в обстановке и не рассчитывал на карьерный рост и покровительство Шепстоуна. Вместе с Кокрейном он купил в беспроцентную рассрочку у Осборна ферму Хиллдроп близ Ньюкасла, где его компаньон собирался разводить страусов. Родным он написал о свершившемся факте и в августе 1879 года после четырёхлетнего отсутствия вернулся в Англию.

### Женитьба и возвращение в Англию

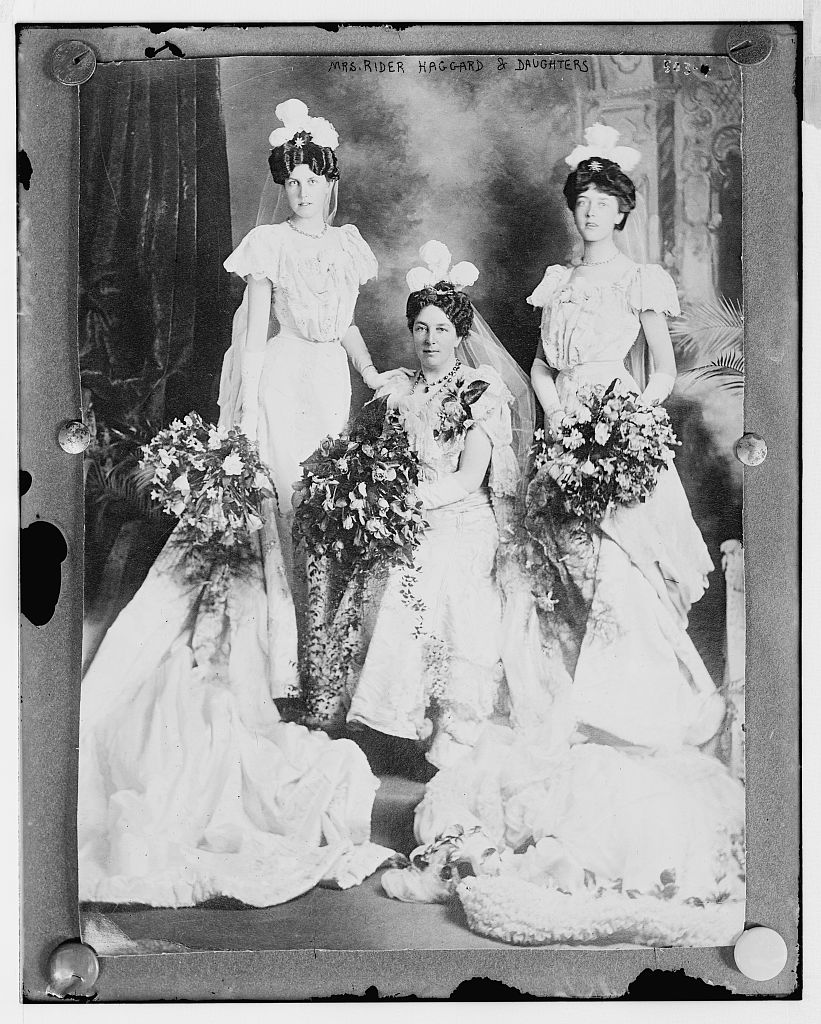
Миссис Райдер Хаггард с дочерьми

Посредником между отцом и Генри стал его старший брат Эндрю, который убедил родителей, что Хаггард-младший отвечает за свои действия и непременно добьётся успеха. Впрочем, в письмах Уильям Хаггард именовал его «miserable penny-a-liner» (намекая на размер гонорара за его журнальные статьи). Примерно через месяц или два после возвращения домой Генри Райдер встретил Луизу Маргитсон — школьную подругу его сестры Мэри, которая приехала в Брейденэм погостить. После её отъезда Хаггард объявил о помолвке. Луиза была осиротевшей дочерью военного, за неё давали приданое — поместье в Дитчингеме (рента достигала 1700 фунтов в год, то есть 166 000 в ценах 2018 года), хотя опекун и требовал, что она должна дождаться совершеннолетия. Однако Хаггард в свою очередь настаивал, что должен вернуться в Африку с женой, и дело дошло до суда, который молодые выиграли, в том числе, благодаря поддержке сэра Теофилиуса Шепстоуна. Однако дядя Луизы — управляющий имением Маргитсонов — стремился оттянуть свадьбу, вдобавок одно только подвенечное платье обошлось в 115 фунтов (11 240). Наконец, они обвенчались 11 августа 1880 года в церкви Дитчингема. Медовый месяц Генри и Луиза провели в Озёрном крае, далее два месяца заняли хлопоты с оформлением совершеннолетия миссис Хаггард и вступлением её в права наследования. Генри рассчитывал восстановиться на прежней должности в Претории, но выяснилось, что ферма доведена Кокрейном почти до банкротства, а заказанные Хаггардом сельскохозяйственные машины и оборудование для кирпичного завода даже не привезены из Дурбана. Когда чета Хаггардов прибыла в декабре в Наталь (в сопровождении горничной и грума), оказалось, что буры подняли восстание, а ферма Хиллдроп расположена почти на линии фронта. Цены подскочили до того, что пришлось заплатить 135 фунтов (13 200) за перевозку имущества; ехать пришлось в сезон дождей, к тому же Луиза была на шестом месяце беременности. Из-за англо-трансваальской войны Хаггардам пришлось месяц спать, не раздеваясь, держа ружья наготове и осёдланных лошадей, и даже эвакуироваться на время в Ньюкасл. Компенсацией послужило то, что их поместье было избрано для переговоров, за что им платили 50 фунтов в неделю (около 5000 современных фунтов).
Во время переговоров родился сын Генри и Луизы, названный Артуром Джоном Райдером, после чего Хаггард пришёл к выводу, что везти молодую жену в Африку было ошибкой, а у их предприятия в Трансваале нет будущего. Кокрейн решил возвращаться вместе с Хаггардами, а управление поместьем доверить Дж. Блумфилду — протеже отца Хаггарда, и инженеру Норту. Спустя два года (29 апреля 1883) партнёрство между Хаггардом, Блумфилдом и Кокрейном было расторгнуто, а сумма активов, подлежащих разделу, составила 250 фунтов стерлингов (24 730 в ценах 2018 года). Генри и Луиза отправились обратно в Англию 31 августа 1881 года и поселились в Брейденэме. Возник вопрос, чем Генри будет зарабатывать на жизнь. Ещё в Африке он написал судье Котце, который посоветовал выучиться на барристера. Эту квалификацию имели отец и старший брат Хаггарда, а практический опыт, полученный в Трансваале, мог оказаться полезным. С другой стороны, это означало, что Генри как минимум ещё три года будет жить за счёт своей жены. Семья переехала в обставленный дом в Норвуд, а Генри зарегистрировался в Линкольнс-Инн и стал готовиться к экзаменам и нарабатывать практику.

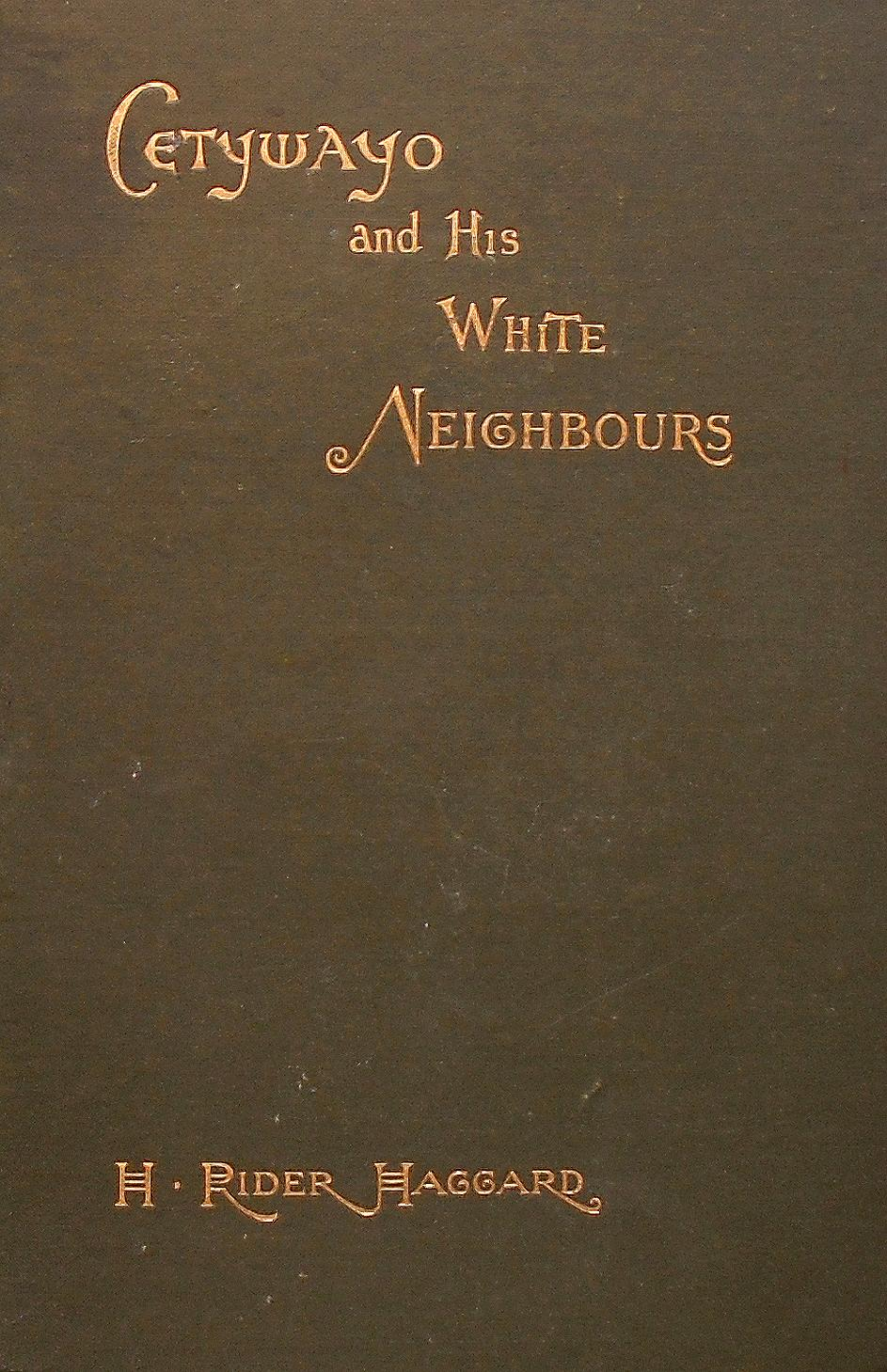
Обложка издания 1888 года

В это время Генри Райдера сильно возмущала политика Гладстона в Южной Африке, особенно возвращение Трансвааля бурам, и он отправил по этому поводу открытое письмо в «Таймс», которое отказались публиковать. Судья Котце выразил недоумение по поводу отношения к бурам — ведь они были белыми и исповедовали практически те же ценности, что и англичане. Тогда Хаггард решил написать историю Кечвайо и событий в Зулуленде, Натале и Трансваале, которым он был свидетелем. Синопсис книги он разослал по многим издательствам, присовокупив письмо с описанием своего южноафриканского опыта, где хвалился, что книга была «написана интересно». Только издательство Trubner and Company решилось опубликовать текст «Кечвайо и его белые соседи» тиражом 750 экземпляров, потребовав залог в 50 фунтов. По замечанию Мортона Коэна, это была «наименее профессиональная» его книга, по сути, простое перечисление фактов, событий и мнений. Только после кончины Хаггарда она стала восприниматься как исторический источник и свидетельства очевидца. Документальная книга начинающего автора неожиданно удостоилась рецензий: например, религиозный журнал British Quarterly Review назвал писателя «способным и компетентным», а журнал The Spectator поместил длинный обзор, но покритиковал Хаггарда за негативное отношение к бурам. Лорд Карнарвон прислал Хаггарду благодарственное письмо за «смелость показать, как это действительно происходило». Тем не менее продано было всего 154 экземпляра на сумму 32 фунта 15 шиллингов, что не покрывало даже суммы залога. Далее произошла анекдотическая история: когда Хаггард стал популярным писателем, Трюбнер пустил неразошедшийся тираж в продажу и полностью его реализовал. Более того, в 1888 году потребовалось второе издание, для которого Хаггард дополнил текст свежими сведениями и написал новое предисловие, где показал себя приверженцем просвещённого колониализма. В 1899 году, во время англо-бурской войны, главы о Трансваале — более 200 страниц — печатались в США и в Англии в мягких обложках и расходились тысячами экземпляров, настолько велика была потребность публики в информации.

### Начало писательской карьеры
Обучаясь на юриста, Хаггард осознал, что может написать и художественное произведение с сюжетом, но городская обстановка казалась ему неподходящей. Когда Луиза забеременела во второй раз, супруги решили, что снимать дом, имея пустующее поместье, — слишком накладно. В декабре 1882 года Хаггарды вернулись в Норфолк, а 6 января 1883 года Луиза родила дочь, получившую имя Анджела — в честь героини будущего романа (полное имя — Агнес Анджела Райдер). В 1884 году у неё появилась сестра — Сибил Дороти Райдер. Трюбнер посоветовал передать рукопись Джону Джеффресону — писателю, биографу Байрона и Шелли. Джеффресон ободрил начинающего писателя и даже сравнил работу Хаггарда с произведениями Шарлотты Янг и Маргарет Олифант. К 5 сентября 1883 года Генри Райдер закончил рукопись в 200 тысяч слов, которую Джеффресон, не читая, рекомендовал издательству Hurst and Blackett. Издатель Артур Блэкетт согласился напечатать роман в трёх томах в количестве 500 экземпляров с гонораром 40 фунтов за 400 проданных книг и надбавкой в 30 фунтов за каждую последующую сотню. Однако он рекомендовал заменить название, и роман вышел в свет под названием «Рассвет». Генри мог считать свой дебют удачным: хотя роман расходился довольно вяло, он не потребовал от него никаких вложений и внёс разнообразие в жизнь студента-юриста. Относительный успех побудил Хаггарда написать второй роман — «Голова ведьмы». Текст был опубликован в трёх томах в 1885 году тем же издательством на прежних условиях. Роман этот занял существенное место в творчестве Генри Райдера по двум причинам: во-первых, возросло его писательское мастерство, во-вторых, сильнее проявился автобиографический элемент. В некоторой степени это была реакция на то, что сельское общество Дитчингема не приняло Хаггарда: он не имел профессии и доходов, его воспринимали как охотника за приданым, женившегося на богатой невесте, общение его вынужденно ограничивалось семейным кругом, а юриспруденция раздражала всё больше. Первая — документальная — работа потребовала от Хаггарда вложения в 50 фунтов стерлингов. Два последующих романа принесли ему гонорар в те же 50 фунтов — этого было слишком мало, чтобы оправдать потраченное время, когда у писателя росла семья и отсутствовали другие источники дохода. 6 января 1885 года Генри Райдер Хаггард дебютировал как барристер. В это же самое время произошло следующее: отправившись с одним из братьев в Лондон, Хаггард поспорил по пути о достоинствах «Острова сокровищ», причём брат предложил ему пари, что он напишет «хотя бы наполовину хорошо», как Стивенсон. Хаггард принял вызов, в тот же вечер приступил к написанию романа и за шесть недель закончил «Копи царя Соломона».

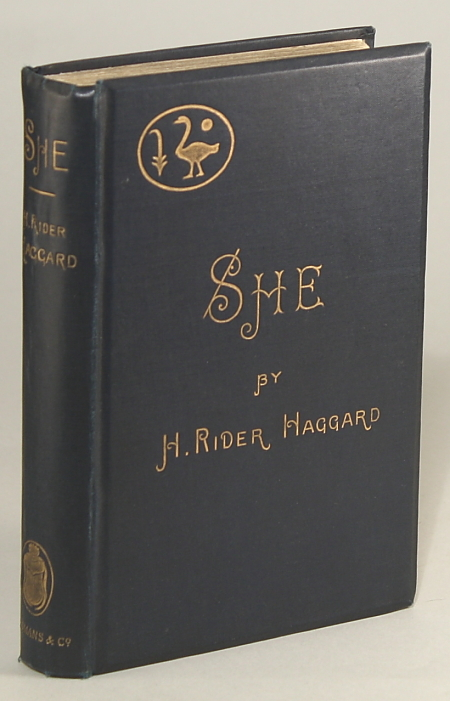
Первое издание романа «Она», 1887

В попытках пристроить роман Хаггард обратился к редактору The Magazine of Art Уильяму Хенли, а тот передал рукопись Эндрю Лэнгу из Harper’s Bazaar. Лэнг сообщил автору: «редко достаются книги, которые читаешь с таким удовольствием», и обещал устроить издание. Главный редактор издательства Cassell Джон Уильямс предложил Хаггарду на выбор 100 фунтов сразу, но с полной передачей авторских прав — или 10 % роялти от издательских прибылей. Выбор был нелёгким, поскольку Генри Райдер посчитал, что 100 фунтов — это очень много за 6 недель, потраченных на хобби, учитывая, что предыдущие книги совершенно себя не окупили. Практически случайно он выбрал роялти. Издательство провело в Лондоне большую рекламную кампанию, расклеив анонсы романа в общественном транспорте и по всем центральным улицам. Книга имела мгновенный успех, во-первых, потому, что Бульвер-Литтон, Стивенсон и другие авторы уже приучили публику к приключенческим романам, чьё действие разворачивается в экзотических странах, а кроме того, Хаггард сразу пришёлся по душе детско-подростковой аудитории: его заваливали письмами с вопросами, не описаны ли пейзажи и племена с натуры. На это особо обращали внимание в рецензии, опубликованной Illustrated London News. В журнале Spectator сочли, что роман Хаггарда превзошёл лучшие вещи Мелвилла и Жюля Верна. Вскоре «Копи…» вошли в программу государственных школ Великобритании.
Неожиданный успех (несмотря на неодобрение коллег-юристов) позволил Хаггарду полностью отдаться литературе: к концу 1885 года он завершил ещё три романа, два из которых — «Джесс» и «Аллан Квотермейн» — были взяты журналами для публикации с продолжением. Обзавёлся писатель и литературным агентом — им стал Уолтер Безант. Безант очень многое сделал для социализации Хаггарда: ввёл его в клуб Атенеум (впрочем, действительным его членом Генри Райдер сделался лишь в 1895 году) и устроил чествование в основанном им самим Authors' Club. В феврале 1886 года Хаггард приступил к написанию романа «Она», на который потратил шесть недель. Эта книга до такой степени точно выразила дух времени и ожидания от далёких стран, что Киплинг однажды сказал Генри Райдеру: «это не ты написал Её, это кто-то написал посредством тебя». С октября началась публикация романа в иллюстрированной газете The Graphic, причём текст разбили на 15 выпусков, не совпадающих с нумерацией глав. «Она» вызвала энтузиазм публики (сразу разошлось 25 тысяч экземпляров и пришлось допечатывать ещё 5 тысяч), но отзывы рецензентов были полярно противоположными. Райдер Хаггард даже опубликовал специальную статью «О художественной литературе», по выражению Э. Стоффера, «несколько высокомерную по тону», в которой раскритиковал американскую и французскую популярную литературу и заявил о верности романтическому духу и идеалам Дефо и Свифта. В дальнейшем роман высоко оценивали Киплинг, Грэм Грин, Толкин и М. Этвуд. В англоязычной критике Хаггард считается родоначальником жанра «затерянных миров» и поджанра «археологического романа» (romance of archaeological exploration). Как иронически отметил Э. Стоффер, «Она» в какой-то степени родственна даже «Индиане Джонсу».
К 1887 году Хаггард в одночасье стал самым продаваемым автором англоязычного мира, а все критики — в том числе негативно настроенные — единодушно отмечали его талант рассказчика и завлекательность сюжетов, а также тот факт, что благодаря Генри Райдеру произошло возрождение жанра романа.

### Хаггард в 1890-х годах

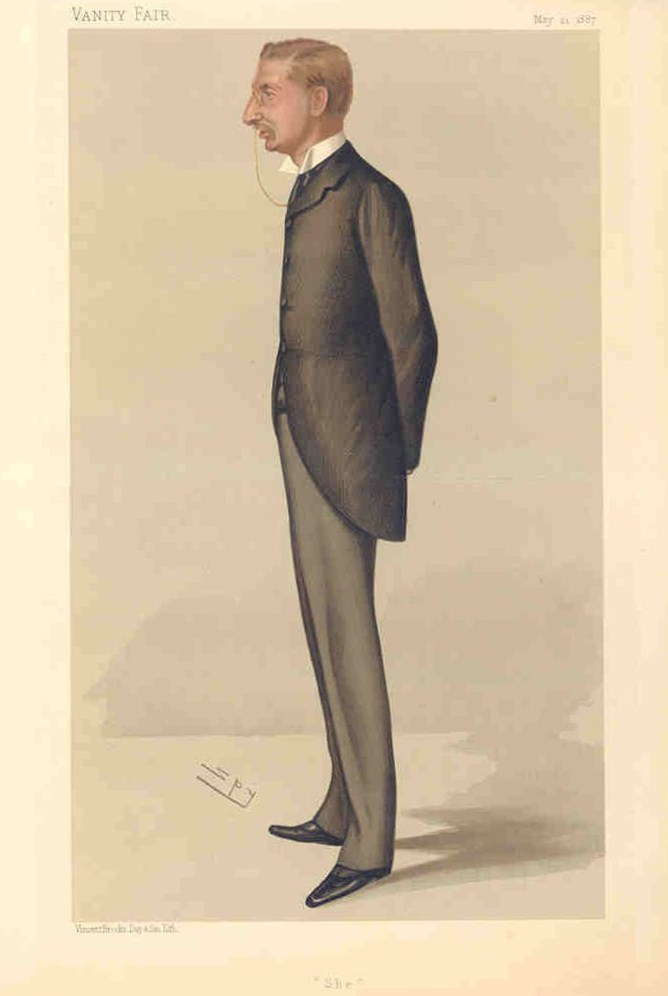
Карикатура, опубликованная в журнале Vanity Fair 21 мая 1887 года. Подпись «She» напоминает об успехе одноимённого романа

Достигнутый Хаггардом успех имел и финансовое измерение. Он наконец мог бросить работу юриста и в конце января 1888 года отправился на три месяца в Египет. Генри Райдер хотел отдохнуть от внимания толпы (американские читатели желали даже узнать цвет его глаз), а также воочию увидеть археологические памятники: он замыслил роман о Клеопатре. Это путешествие заложило формат всех его многочисленных поездок в последующие годы. Во время первого египетского путешествия он сначала отправился в музеи Парижа и Рима. В Александрии и Каире ему был оказан восторженный приём, археологи охотно показывали раскопки, Генри даже участвовал во вскрытии гробницы и лично нашёл мумию. В письме к жене он сообщал, что особенно его взволновал перстень-печатка фараона Мернептаха, «который мог видеть Моисей». По Нилу он поднялся до Луксора и Асуана, а на обратном пути на Кипре удостоился аудиенции комиссара Генри Бульвера — первого своего работодателя. Вернувшись, он смог снять просторный дом в Лондоне на Redcliffe Square и был введён в состав Savile Club, где его товарищами стали Стивенсон, Лэнг, Безант и архитектор Юстас Бальфур. Доходы позволили привести в порядок имение Дитчингем, местное общество Норфолка приняло писателя, и летом он начал работу над «Клеопатрой». Однако в 1889 году положение изменилось: Хаггард опрометчиво согласился отдать издателю «Джесс» и «Клеопатру» за единовременный гонорар, далее переиздал в «шиллинговом» виде «Рассвет» и «Голову ведьмы» за треть прибыли от продаж, и на тех же условиях заключил фьючерсную сделку на романы, которые могут быть написаны за следующие пять лет. Лишь после долгих консультаций и судебных процессов он переподписал договор, и отныне должен был издателю только два романа. В декабре 1889 года скончалась его мать, что Райдер переживал крайне тяжело. Далее писатель подвергся атаке критиков и карикатуристов, отчасти спровоцированной статьёй «О художественной литературе». Впрочем, это не отразилось на продажах.
За сезон 1888—1889 годов Хаггард написал пять романов, в том числе «Скиталец», созданный в соавторстве с Э. Лэнгом. Знакомство с У. Моррисом обратило его интерес к скандинавским сагам, писатель побывал в Исландии. Результатом стала публикация романа «Эрик Светлоокий», который даже вызвал интерес у Принца Уэльского. Друзья Хаггарда заинтересовали его идеей инвестировать доходы в Новый Свет, и 10 января 1891 года, оставив детей в Норфолке, Генри и Луиза Хаггарды прибыли в Нью-Йорк. Больше всего писателя интересовала Мексика и цивилизация древних ацтеков, поэтому через Нью-Орлеан Хаггарды отправились в Мехико. Оставив жену в столице, Генри Райдер отправился в Веракрус и Чьяпас. Помимо серебряных рудников, его заинтересовали экзотические растения, и многие из добытых им образцов росли затем в Дитчингеме десятилетиями. 8 февраля 1891 года в Мехико пришла каблограмма о кончине единственного сына Хаггарда. По возвращении в апреле в Англию, Генри по следам мексиканских впечатлений написал роман «Дочь Монтесумы», однако работа не избавила его от потрясения. Смерть сына повергла его в тяжелейшую депрессию, писатель срочно продал лондонский дом и затворился в имении. От меланхолии он более не избавился до самого конца жизни. Состояние Хаггарда было тяжелейшим: он постоянно страдал простудами, головными и желудочными болями, забросил любимую охоту и даже писательство. По словам племянника Хаггарда — Вернона, имя сына стало для всех обитателей дома табу, никогда не произносилось и не упоминалось, но незримо довлело надо всеми. В 1892 году скончался Уильям Хаггард — отец, для которого некогда нелюбимый сын нашёл много тёплых слов. Жена Луиза, однако, не позволяла Генри окончательно сломаться и почти принудила его продолжать писать. Тем не менее почти два года он провёл в изоляции от общества, а на праздновании 35-летия гости заметили, что он выглядел много старше своего возраста.
С рождением 9 декабря 1892 года дочери Лили Хаггард, казалось, стал выходить из своего болезненного состояния. Он нанял литературного секретаря — Иду Гектор, дочь ирландской писательницы Энни Френч Гектор, которая работала у него до конца жизни и даже была упомянута в завещании. Теперь Хаггард большей частью диктовал, тогда как секретарь синхронно печатала на машинке: после «Дочери Монтесумы» Генри Райдер практически не писал от руки. Большей частью он жил в поместье жены, которое перестроил под свои вкусы: например, обшил все внутренние помещения резным дубом. Для творческого вдохновения он нуждался в антиквариате. Хаггард увлекался садоводством: у него было больше акра газонов и цветников, большой пруд, три оранжереи (он выращивал весь ассортимент овощей и фруктов от редиса и томатов до винограда и персиков) и более 300 фруктовых деревьев. Не избежал он и увлечения орхидеями, для которых построил особый павильон, где сам работал; вероятно, атмосфера напоминала ему Африку. Усадьба требовала найма семи домашних слуг и пятерых садовников.

#### Египетская коллекция Хаггарда
Поскольку писатель нуждался во впечатлениях при написании своих романов, одним из методов стимулирования его воображения было собирание коллекции антиков. В «Журнале египетской археологии» была опубликована статья Эйлварда Блэкмэна, в которой описывались наиболее примечательные египетские предметы, принадлежавшие Райдеру Хаггарду. В их число входил бронзовый реликварий для головы сокола, примерно XXVI династии, голова Исиды, увенчанная уреем, и разнообразные скарабеоиды, один из них — с формулой призывания души. Особое место занимал перстень-печатка, доставшийся из коллекции Э. Лэнга. Диаметр его составлял 17 мм, изображён на нём был бог Бес, причём полностью зооморфный. Атрибуцию изображения провёл Флиндерс Питри, он же датировал перстень XVIII династией, как и второй золотой перстень — более грубой работы. Сам Хаггард утверждал, что перстни были куплены для него и Лэнга шотландским антикваром Уильямом Лофти, а найдены они были зимой 1883—1884 года в Телль-Амарне в гробнице, носившей имена Тии и Нефертити (имя Тии помещено и на скарабее с формулой). В коллекции имелась также лазуритовая печатка с надписью «превосходный писец» (Питри относил её к правлению Аменхотепа II или Тутмоса III), и медно-золотое кольцо с именем Ка фараона Эхнатона, откопанное в присутствии Хаггарда в 1888 году. Ярь-медянка с него не очищалась.

### Хаггард и политика

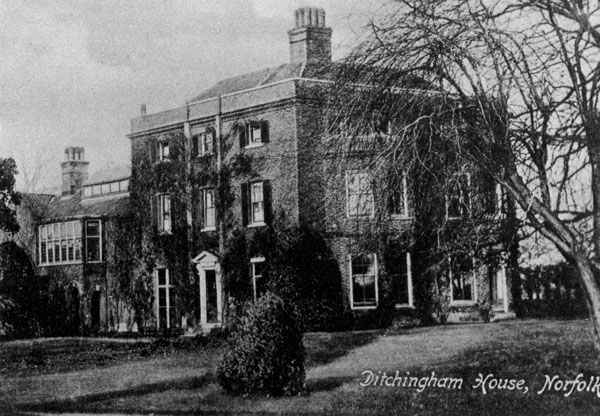
Усадьба Хаггарда Дитчингем в Норфолке

В 1894 году Райдер Хаггард попытался реализовать себя на поприще политика, тем более что партия тори ещё в 1892 году пыталась использовать авторитет и известность модного писателя. Однако, оправившись от домашних трагедий, Хаггард решился пойти на выборы в парламент от Восточного Норфолка, осознавая, что кампания будет сложной. Хаггард, его жена Луиза и бывший партнёр по Трансваалю Артур Кокрейн разъезжали по сельским манорам, агитируя потенциальных избирателей. На выборах в мае 1895 года Райдер Хаггард оказался единственным кандидатом, поддержанным как аграриями, так и юнионистами. Хватало и инцидентов, которые комментировались даже лондонской прессой. Основой своей программы Хаггард сделал защиту фермеров, которые не могли конкурировать с импортным зерном, и налоги на импорт, из которых можно было бы оплачивать субсидии. Противники обвиняли его в пропаганде протекционизма и чуть ли не социализма; в Pall Mall Gazette его иронически назвали «умеренным радикалом», который ничего не смыслит в сельском хозяйстве. Даже в его собственном округе Генри Райдера поддержали фермеры, но осуждали верейники, традиционно развозившие импортный хлеб по воде. Они активно участвовали в потасовках со сторонниками Хаггарда и устроили беспорядки 17 и 19 июля; судебные процессы в результате тянулись ещё несколько месяцев. Вдобавок, избирательная кампания обошлась писателю в 2000 фунтов стерлингов (227 000 в ценах 2018 года), а проголосовали за него всего 198 избирателей. Корреспондент New York Times свидетельствовал, что достойно встретить поражение Хаггарду не удалось. Далее он девять месяцев провёл в Лондоне, пытаясь сделать карьеру в экспортно-импортной компании и как редактор газеты «African Review»; и это предприятие закончилось полным провалом.
Попытки участвовать в политике строились на совершенно конкретной экономической основе: после 1870-х годов шло неуклонное разорение британских помещиков. У самого Хаггарда с 1889 года не осталось арендаторов, и ему приходилось поддерживать поместье из писательских гонораров. В 1898 году он выпустил в свет «Год фермера» (A Farmer’s Year, Being His Commonplace Book) — своего рода альманах селянина, в котором писатель приводил полезные советы и ненавязчиво пропагандировал жизнь на фоне природы. Книга хорошо расходилась в городах и получила положительные отзывы в прессе, хотя в журнале Bookman была напечатана язвительная статья «Пегас-плужник» (Pegasus at the Plough), в которой читателю предлагали вообразить, как «Она будет чистить картошку на заднем дворе». Хаггард, являясь британским патриотом, воспринимал Великобританию сердцем её обширной империи и считал, что здоровое фермерство будет одним из факторов её процветания. Ключом к этому было государственное субсидирование сельского хозяйства. На гонорары от новой книги Генри Райдер купил летний дом на побережье Суффолка и 10 акров земли; дача получила имя Kessingland Grange. Поскольку она стояла на обрывистом побережье, Хаггард заинтересовался проблемами эрозии и даже успешно экспериментировал с насаждением трав и кустарников для её сдерживания. В январе 1900 года семейство Хаггардов отправилось в Италию, где глава семьи также рассчитывал изучать аграрный вопрос, и в результате совершило длительное путешествие на Ближний Восток. Генри Райдер имел устную договорённость о публикации серии статей в «Таймс», так и не реализованную. Палестинские впечатления отразились в романах «Жемчужина Востока» и «Братья», а также в путевых записках. Редактор Daily Express Артур Пирсон, в свою очередь, предлагал писателю совершить со всем семейством путешествие в Южную Африку с оплатой всех расходов, предложив контракт на серию статей в 100 000 слов, оплачиваемых по 20 фунтов стерлингов за 1000 слов, однако в цене они не сошлись. Взамен Хаггард затеял печатать в Daily Express и The Yorkshire Post большую серию статей о положении сельской Англии, для которой вместе с Артуром Кокрейном обошёл 27 графств и записал интервью с местными жителями в 20 толстых тетрадях. В период апреля — октября 1901 года Хаггард опубликовал более 50 статей, а в ноябре 1902 года, обработав все материалы, выпустил двухтомник «Сельская Англия», в котором подытожил свои взгляды на основе личных наблюдений и статистики.

#### «Сельская Англия»

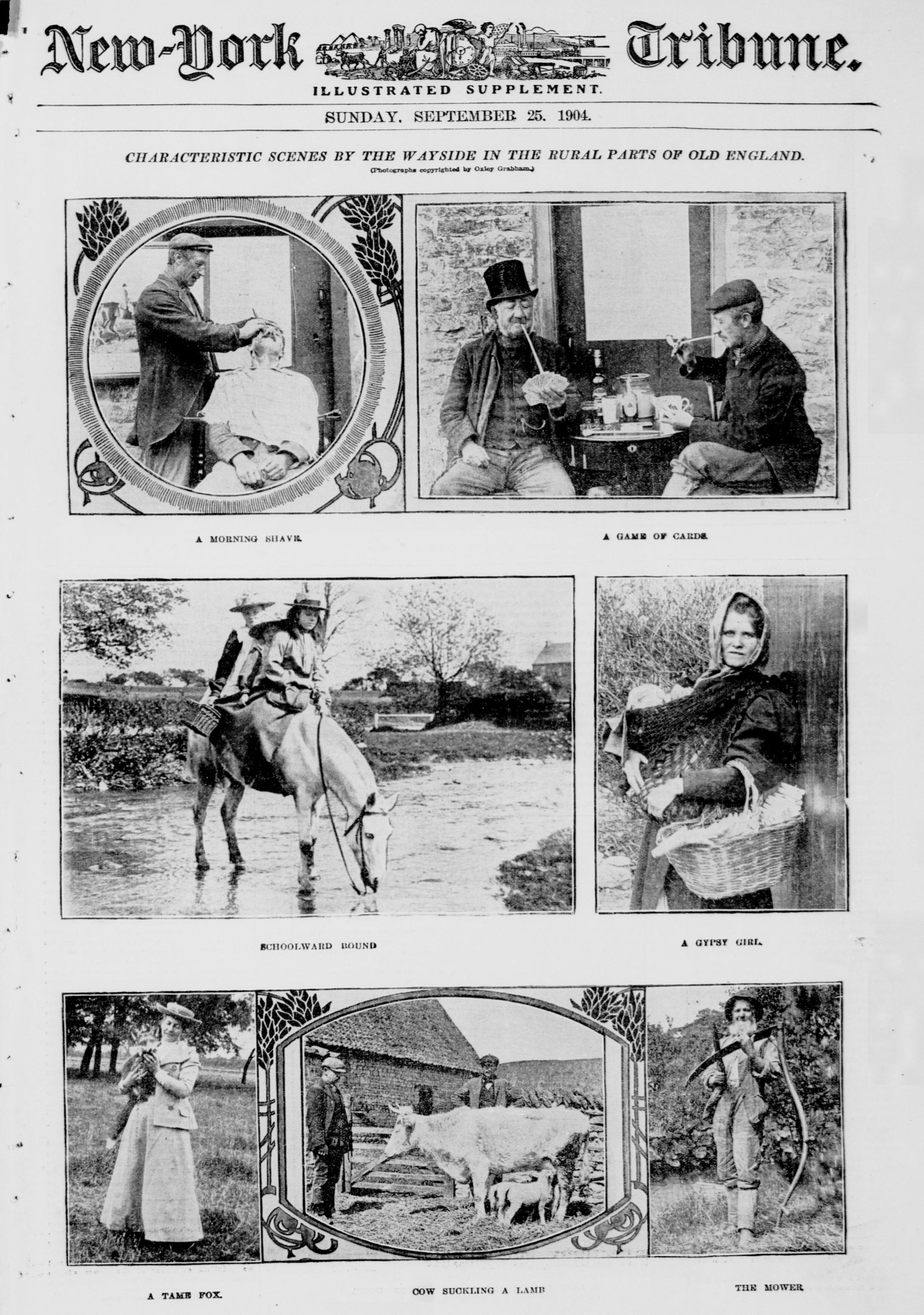
Типы деревенских жителей Старой Англии. New-York Tribune, 25 сентября 1904

Архив Хаггарда времён написания «Сельской Англии» сохранился и был исследован в 2001 году Марком Фримэном. Выяснилось, что Хаггард и Кокрейн лично опросили 484 человека, разослали несколько сотен анкет и получили множество посланий, о которых не было договорённости заранее. Райдер Хаггард не был учёным и не ставил задачи написать социологическое исследование, которое бы содержало определённые выводы, выстроенные на основе числовых показателей. Он работал как писатель и в предисловии заявил о задаче «прийти к истине через уста свидетелей». Хаггард и Кокрейн старались по возможности объективировать получаемые ими ответы и перед интервью заранее рассылали вопросники, чтобы иметь возможность перепроверить получаемые данные. Вдобавок, над Хаггардом в 1901 году довлела необходимость публиковать две статьи в неделю. Судя по записным книжкам Кокрейна, опросы всегда были краткими и совершались на ходу — на улице или по пути на поля, иногда бывали и коллективными. Иными словами, Генри Райдер вполне мог услышать только то, что хотел услышать. Не случайно, что первые восторженные отклики на «Сельскую Англию» опубликовали сторонники теории депопуляции, которые получили в книге ожидаемые ими сведения. Кроме того, работая с респондентами лично, Хаггард выяснял у них то, что было наиболее актуальным для него как публициста, что само по себе отменяло всякую объективность его исследования с точки зрения социологии. Социальная база респондентов Хаггарда была узкой: в основном это были джентри, зажиточные фермеры, агенты по продаже недвижимости и сотрудники аукционов. Огромную поддержку писателю оказали его соседи: норфолкский помещик Клэр Сьюэлл Рид; член парламента Альберт Пелл — помещик Кембриджшира, и Артур Уилсон Фокс — член Королевской комиссии по труду и сельскому хозяйству. В значительной степени их взгляды и советы определили структуру опросов и самой книги Хаггарда. Иногда писатель получал приглашения от фермерских клубов и ассоциаций, он пользовался ими, хотя и считал получаемые сведения ограниченными и необъективными. Примечательно, что ни Кокрейн, ни Хаггард вообще не встречались с представителями сельских профсоюзов, а единственная встреча с сельским рабочим — членом профсоюза — состоялась в личном кабинете Хаггарда. Это приводило к некритическому восприятию суждений землевладельцев о свойствах и характере используемой ими рабочей силы. В результате в опубликованном тексте «Сельской Англии» содержится множество сетований на то, что нынешние рабочие менее эффективно трудятся, нежели их предки, поскольку все сильные и здоровые люди уходят в города. Метод Хаггарда предполагал фиксацию качества работы, а не социально-экономического положения трудящихся. Когда же писатель решил узнать точку зрения самих тружеников села, он обратился к доктору Киллику из Сомерсета, который как врач ежедневно контактировал с ними; и далее обращался к медикам и сельским учителям. Все они сообщили, что селяне «замкнуты и подозрительны», но подтвердили мнение о депопуляции.

### Хаггард в XX веке

#### Армия спасения и «Сельская Дания»

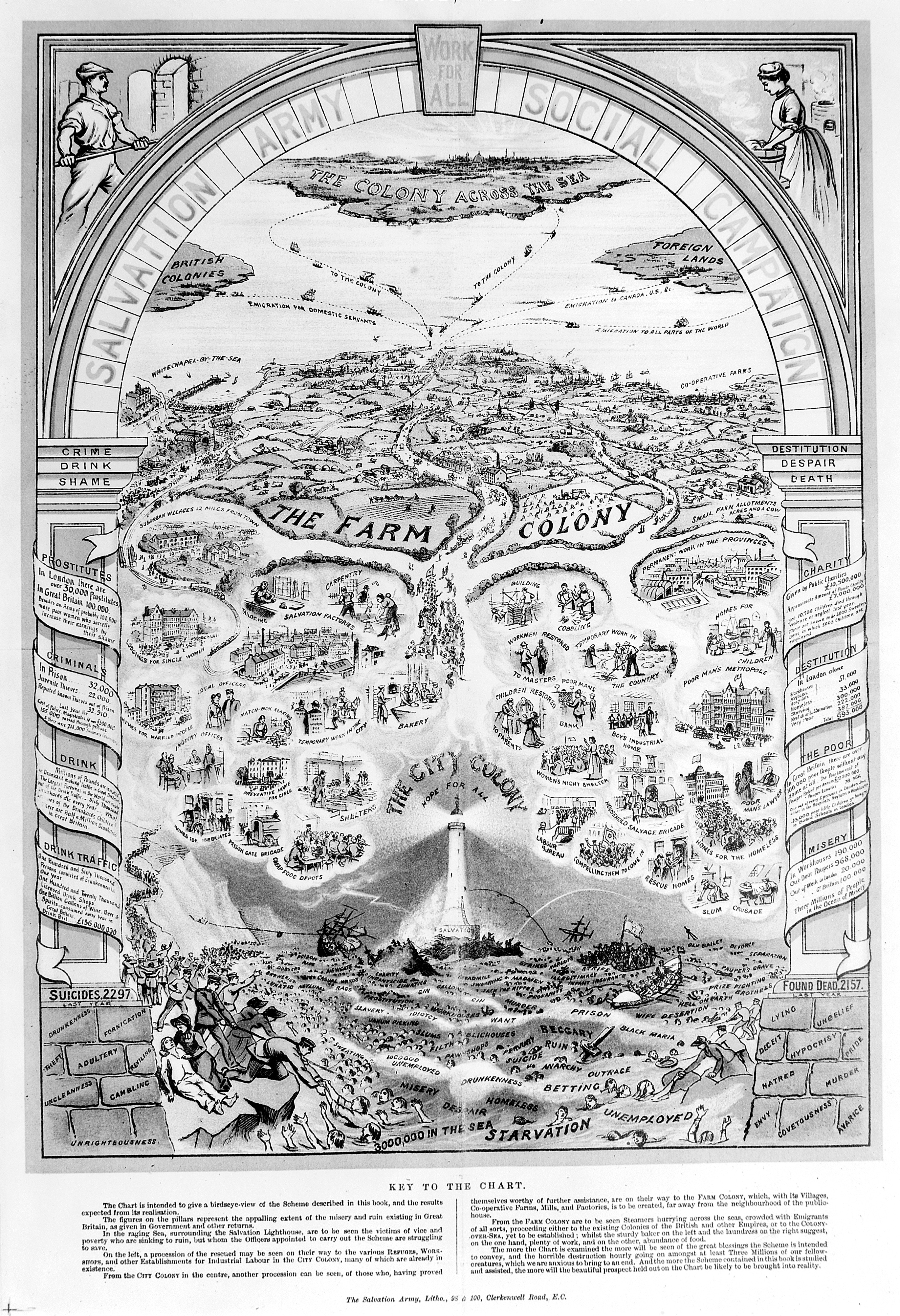
Пропагандистский плакат Армии Спасения

После выхода в свет «Сельской Англии» почти весь 1903 год Хаггард в прессе и частной переписке активно пропагандировал аграрную реформу. В 1905 году он опубликовал книгу «Год садовника», содержательно и по структуре повторявшую «Год фермера». Не найдя понимания, в 1904 году Хаггард с дочерью Анджелой отправился в длительное путешествие по Египту, вооружённый портативным фотоаппаратом (которые только входили в моду). Путешествие оплачивала газета Daily Mail, в которой публиковались путевые очерки; собранные материалы и полученные впечатления использовались для написания романов из египетской жизни. На обратном пути отец и дочь объехали Италию и Испанию; последняя предоставила идеи и материалы для романа «Прекрасная Маргарет». По возвращении в Англию, секретарь по делам колоний Альфред Литтелтон официальным письмом отправил Хаггарда в США для изучения сельскохозяйственных коммун Армии спасения, опыт которых мог быть применён и в Великобритании. Это совпадало и с интересами Хаггарда, который считал, что это будет эффективным способом вернуть горожан обратно в сельскую местность. В феврале 1905 года он отправился в Нью-Йорк.
За два месяца Хаггард осмотрел аграрные колонии в Калифорнии и Колорадо, в том числе предназначенные для реабилитации алкоголиков. Из США он проехал в Канаду, где общался с генерал-губернатором Альбертом Греем и получил официальные гарантии в предоставлении 24 000 акров земель для британских колонистов. 9 марта он был принят Теодором Рузвельтом в Белом доме, причём разговор сразу сделался неформальным. Они обсуждали впечатления от Африки, хотя Рузвельт симпатизировал бурам и считал, что они должны доминировать в новом Южно-Африканском Союзе. Через несколько дней писателя с дочерью вновь пригласили к президенту на завтрак. Единственное, что не устраивало англичан, — центральное отопление в отелях и поездах. Хаггард жаловался, что «американцев поджаривают заживо», а Анджела заболела гриппом. 7 апреля 1905 года они благополучно вернулись в Ливерпуль. Отчёт для правительства был издан в июле в виде «Синей книги», а для широкой публики Хаггард издал его под названием «Бедность и земля». Деятельность Армии спасения он оценил очень высоко и счёл, что подобного рода проекты принесут Англии «бесконечную пользу». Хаггарда тогда поддержали практически все либеральные круги и центральная пресса — казалось, что была решена проблема бедности в британских городах. Однако консервативное правительство Бальфура было против как религиозного характера Армии спасения, так и вмешательства государства в экономику, которое предполагалось апологетами реформ. Далее отчёт был рассмотрен на заседании обеих палат парламента и забракован, Хаггард даже не получил благодарности за проделанную работу. Из-за последствий длительного путешествия и потрясения от провала проекта писатель заболел, но в 1906 году писал министру торговли Ллойд-Джорджу, прося включить его в состав Комиссии по эрозии побережья, поскольку имел большой практический опыт в этой области. Действительно, его избрали в комиссию; кроме того, краткое время Хаггард возглавлял комитет по безработице и трудоустройству. Годичное исследование показало, что эрозия побережий не является острой проблемой, в отличие от обезлесения. Однако предложенный ими проект оказался слишком затратным, и до начала Первой мировой войны так ничего и не было сделано.
В сентябре 1907 года в Дитчингеме дочь Генри Райдера Анджела вышла замуж за своего кузена Томаса Хаггарда — сына дяди Бэзетта, скончавшегося за восемь лет до того. Семейные отношения не были безоблачными: Хаггард оказался самым успешным из всех своих братьев, и связи между ними налаживались непросто. Эндрю, самый старший из братьев, в 1891 году после 18-летней военной службы вышел в отставку и уехал в США, рассчитывая на успех. Во время путешествия Генри в 1905 году они даже не увиделись, а письмо, отправленное им накануне отъезда, было полно упрёков. Наконец, в Дитчингеме Хаггарду (с одобрения Луизы) пришлось взять на содержание нищую и больную Лили Джексон — первую большую любовь своей жизни. Он даже купил для Лили и её сына дом по соседству со своим поместьем. Единственный сын Томаса и Анджелы, на которого Генри очень рассчитывал как на своего наследника, в 1909 году скончался в годовалом возрасте. В результате 55-летний Хаггард приступил к работе над мемуарами, начав прощаться с жизнью.

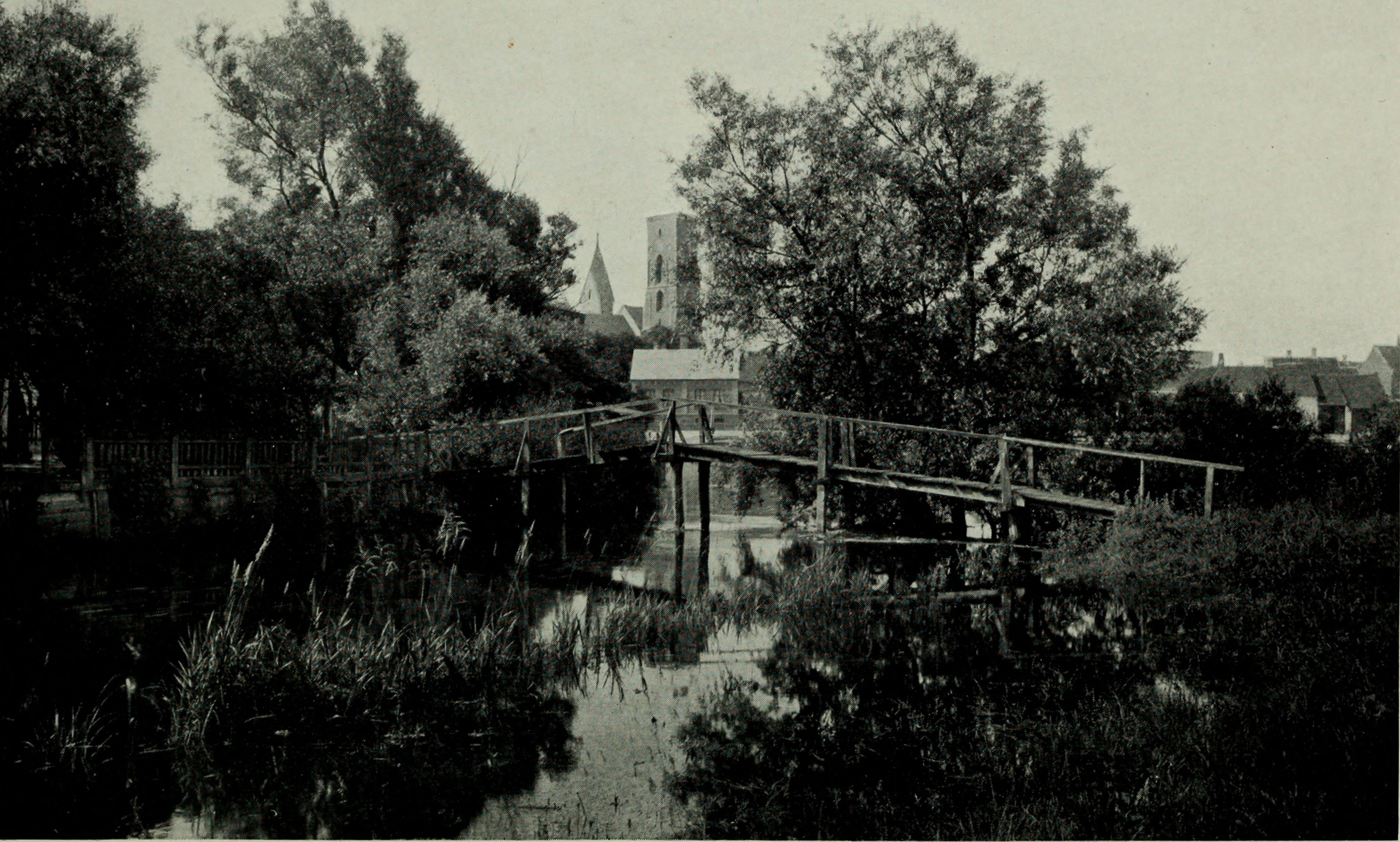
Фотография из издания «Сельской Дании» (1911)

В 1910 году Хаггард издал за свой счёт книгу «Возрождение» об Армии спасения, которой передал и все права на неё. Книгу высоко оценили как экс-президент Рузвельт, так и основатель Армии Уильям Бут. Напротив, Конан Дойл не одобрял Генри Райдера и был недоволен публикацией. Далее Хаггард увлёкся аграрной политикой в Дании и предпринял большое исследование, по результатам которого опубликовал в 1911 году «Сельскую Данию». Посетил он и замок Огорд, откуда, предположительно, пришли в Англию его предки. Датский опыт привлёк Хаггарда тем, что страна смогла создать развитое сельское хозяйство при более чем умеренном климате и в условиях свободного рынка. Оказалось, что большинство датских мелких и средних фермеров сами владели землёй, а не арендовали её, и при этом полностью обеспечивали страну продовольствием и экспортировали своей продукции в Британию на 12 000 000 фунтов в год. В последней главе своей книги Хаггард изложил «три урока» Дании Великобритании: во-первых, кооперация фермеров; во-вторых, кооперация фермеров возможна лишь тогда, когда они станут владеть своей землёй; в-третьих, существующая система майоратов делает это невозможным. Публикация «Сельской Дании» обозначила в социальном мышлении Хаггарда большие подвижки: он осознал, что существующая система невосприимчива к реформам, и сделался заметно большим радикалом, который требовал государственного вмешательства в экономику, вплоть до призывов к принудительному разделу мэноров.

#### Королевский комиссар

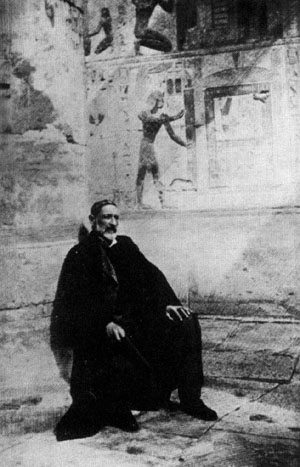
Хаггард в руинах Абидоса в 1912 году

1912 год для Хаггарда начался очень удачно: под Новый год были опубликованы списки награждённых Орденом Британской империи, где значился и писатель. Он особенно радовался, что был удостоен награды за свою службу государству, а не писательские заслуги. В январе 1912 года госсекретарь по делам колоний Льюис Вернон Харкорт лично предложил Хаггарду должность одного из шести королевских комиссаров для обследования дел в доминионах. По оценке самого Генри Райдера, посещение Канады, Ньюфаундленда, Южной Африки, Австралии и Новой Зеландии заняло бы не менее трёх лет. С одной стороны, это был шанс донести до правительства собственные идеи писателя, с другой означало долгую разлуку к семьёй, необходимость передать Дитчингем управляющему, а также утрату возможности писать прозу — единственный источник дохода. Тем не менее он был склонен принять предложение, но сначала под предлогом поправки здоровья отправился с дочерью Анджелой в Египет, где активно участвовал в раскопках. Летом он с лихорадочной поспешностью завершал автобиографию, рукопись которой опечатал 2 сентября и завещал, что пакет может быть вскрыт только после его кончины.
29 ноября 1912 года Хаггард принял полномочия комиссара и отправился в Новую Зеландию, по пути посетив Индию. Эта страна, при его мистических интересах, привлекала писателя очень давно. Формальным основанием для визита было посещение второй дочери — Дороти, которая с мужем поселилась в этой колонии. Январь и февраль 1913 года Хаггард провёл в Индии и на Цейлоне. Комиссары собрались в Мельбурне. Главной их задачей было исследование перспектив имперской торговли и общего социально-экономического положения в каждом из доминионов. Литературный талант Хаггарда также привёл к тому, что он стал «голосом» комиссии, которому поручалось писать отчёты и делать публичные выступления. Завершив дела в Южном полушарии, Хаггард смог лето 1913 года провести в Дитчингеме. Новое путешествие началось 24 января 1914 года: писатель возвращался в Южную Африку после 32-летнего перерыва. В этот раз он взял с собой жену Луизу и младшую дочь Лили, через Мадейру они добрались до Кейптауна в конце февраля. В марте семейство совершило путешествие в Наталь, а далее в Трансвааль; страусовая ферма в Хиллдроп ещё существовала и мало отличалась от времён, когда её покинули супруги Хаггард. Зато Претория радикально переменилась, как счёл Генри — не в лучшую сторону. Главной его задачей была поездка в Родезию, чтобы сравнить условия в двух колониях. Эта миссия закончилась уже в апреле, при этом Хаггард успел посетить Великий Зимбабве, на руинах которого Ричард Холл разъяснял ему археологические ошибки, допущенные в романах. После возвращения в Дурбан Хаггард отправил жену и дочь домой, тогда как ему предстояла поездка в Зулуленд. Здесь он воссоединился со своим старым слугой Мазуку, что вызвало ажиотаж в прессе. Встречался он и с сыном Кетчвайо. 6 июня 1914 года писатель, сильно утомлённый интенсивной работой, вернулся в Британию. 1 июля Хаггард докладывал на заседании Королевской комиссии по имперской торговле. Предполагаемая миссия в Канаде была отозвана из-за начала Первой мировой войны, 3 августа писатель вернулся в Дитчингем. Уже 4 сентября он произнёс в Бангее публичную речь «Призыв к оружию», которая была отпечатана 10-тысячным тиражом.

#### Последние годы жизни
Начало войны ознаменовалось для Хаггарда трагедией: во Франции был убит его племянник Марк — сын старшего брата Бэзетта. Поместье пришлось оставить: из-за дефицита топлива зимой невозможно было отапливать дом и павильон для орхидей, которые тоже стали «жертвами войны». Однако в Лондоне Райдер заболел гриппом, перешедшим в бронхит, и пришлось переезжать на море для лечения. 

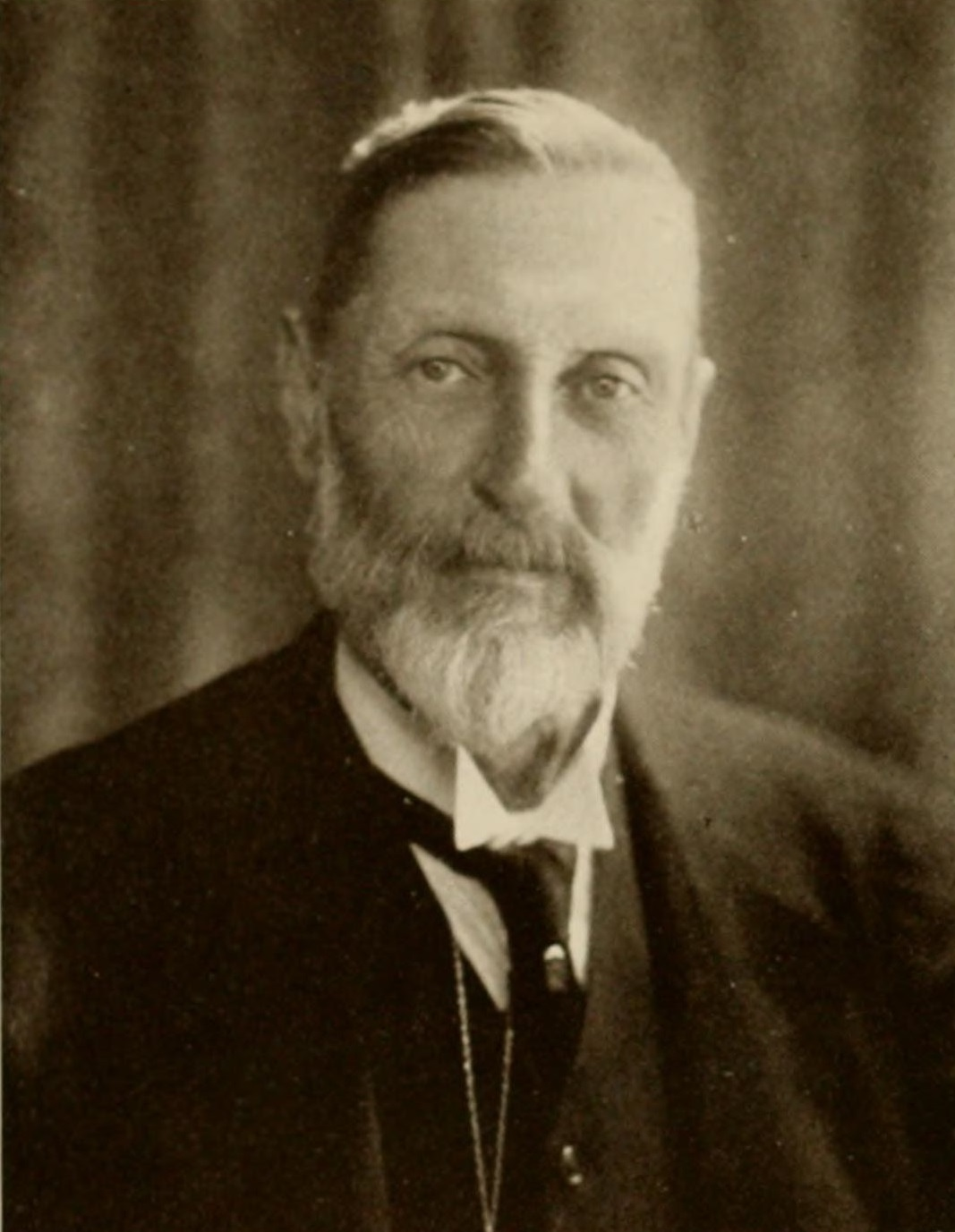
Райдер Хаггард на склоне дней

В военные годы Хаггард не ограничивался политическими речами и сбором средств, но и разрабатывал планы демобилизации, предполагая запустить государственную программу трудоустройства отставных военных в сельской местности. Хотя правительство отвергло проект, его поддержали частные инвесторы и Институт колоний, и в 1916—1917 годах Хаггард вёл интенсивные переговоры с правительствами доминионов о выделении земель. Одновременно его задействовали в неофициальных переговорах о вступлении США в войну в Европе. Кроме того, в феврале 1916 года, несмотря на неограниченную подводную войну, Хаггарда вновь направили в Южную Африку. Писатель мог себе это позволить: доходы от романа о зулусах «Дитя бури» и экранизации «Копей царя Соломона» были устойчивыми. В Кейптауне выяснилось, что присутствие комиссара Хаггарда требуется в Австралии и Тасмании; путешествие выдалось тяжёлым из-за штормов. Двухмесячная миссия по мобилизации доминионов оказалась успешной, и далее Хаггард отправился на восток — в Канаду; в пути он встретил своё 60-летие. В Виктории его встретил брат Эндрю, и здесь произошло их примирение. Поездка в Калгари была успешной, вдобавок в честь писателя назвали гору и ледник. Размах деятельности Хаггарда был настолько велик, что один из журналистов назвал его «апостолом Павлом империализма». В июле 1916 года писатель добрался до Нью-Йорка, где его ввёл в круги американской элиты экс-президент Т. Рузвельт. Остаток года после возвращения в Англию был потрачен на отчёты правительству.
На Рождество 1916 года у Хаггардов собрались все три их дочери, мужья которых были на фронте. В апреле 1917 года Генри Райдера избрали вице-президентом Королевского колониального института и назначили в комиссию по реформе имперской системы. Однако семейные дела были не в порядке: в августе 1918 года родовое поместье Брэйденем было продано, а обстановка была выставлена на аукцион. Его владелец — брат Уильям — уже не был в состоянии содержать и поддерживать усадьбу. Райдер счёл это признаком неминуемого конца и передал все свои рукописи (кроме материалов «Сельской Англии») в музей Норвича. Избавился он также от фермы и скотного двора в Дитчингеме, поскольку не считал себя достаточно здоровым и бодрым, чтобы бороться за их доходность. Несмотря на войну, новые книги Хаггарда продолжали издаваться и продаваться, хотя и здесь были проблемы. Два последних романа зулусского цикла «Дитя бури» и «Развязка» сразу вышли в виде книг, поскольку не нашлось журнала, чтобы запустить их с продолжением. Роман «Луна Израиля» был отправлен в типографию с восторженной рецензией Киплинга, что позволило поставить цену за экземпляр 6 шиллингов вместо пяти. Литературное творчество давно не приносило радости: Хаггарда редко приглашали давать интервью (это сказывалось на продажах), а издатели и публика требовали повторения полюбившихся сюжетов и одновременно просили писать вещи, меньшие по объёму.

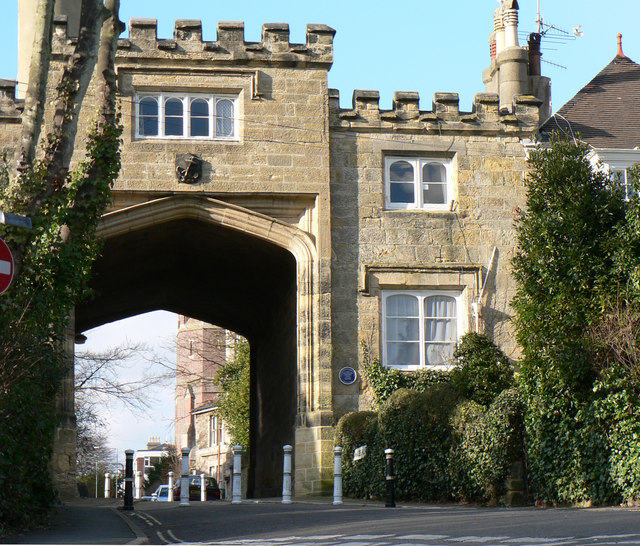
Норт-Лодж в Сент-Леонардсе — дом, в котором Хаггард жил в 1918—1923 годах

Хаггарда-политика встревожили известия о русской революции 1917 года, вместе с Киплингом он поддерживал Антибольшевистскую лигу. Окончание войны Генри Райдер встретил мрачной записью в дневнике, именуя себя «мертвейшим из мёртвых». В 1918 году писатель снял дом «Норт-Лодж» в Сент-Леонардс, где его кабинет располагался над аркой. В 1919 году он был удостоен звания рыцаря-командора Ордена Британской империи за работу в качестве комиссара и в комитете по реформе империи. Однако аграрный кризис 1920 года и общее падение цен убедили Хаггарда, что Англия больше никогда не будет страной процветающего земледелия, а новый образ жизни необратимо связан с городами и машинами. Примечательно, что в английском обществе его никто не воспринимал как анахронизм: коммерческий писатель оставался востребованным и в 1920-е годы. По состоянию здоровья он отказался ехать как комиссар в Палестину, и как писатель — в Мексику и США, но продолжал быть активным, был избран вице-президентом Совета по общественной морали и удостоен членства других общественных организаций. Дочь Хаггарда Лили Райдер в своих воспоминаниях утверждала, что последние пять или шесть лет жизни её отца «были безмятежны». Производительность его как писателя не стала меньше, а летние месяцы он проводил в Дитчингеме, где пристрастился к рыбалке. В январе 1924 года он в последний раз отправился в Египет, где нанял каютную лодку и поднялся вверх по Нилу в сопровождении дочери Лили, внуков и племянников. По возвращении в Лондон он был удостоен участия в Садовом приёме в Букингемском дворце и у премьер-министра в Хэмптон-Корте и избран в состав Восточноафриканского комитета.
С конца 1924 года Хаггард страдал от инфекции мочевого пузыря, но, несмотря на слабость, диктовал свои романы с прежней интенсивностью. Прикованный к кровати писатель поселился в Дитчингеме под присмотром сиделки. В январе 1925 года Генри получил двойной удар: скончался старый друг Артур Кокрейн, а вскоре ушёл из жизни и его самый младший брат — Артур Хаггард. Райдер исхудал и больше не мог носить древнеегипетские перстни — они соскальзывали с рук. С февраля 1925 года он интенсивно переписывался с Киплингом, который тогда путешествовал по Франции. 20 апреля 1925 года консилиум врачей постановил перевезти Хаггарда в Лондон, где больной получил бы лучший уход и лечение, его поместили в частную клинику. 12 мая 1925 года писатель впал в кому и скончался утром 14 мая. Его похоронили в алтаре церкви Сент-Мэри, где он когда-то венчался со своей женой. Несмотря на то, что он рассчитывал передать усадьбу в Национальный фонд, этого не было сделано. Сначала поместье Хаггарда было превращено в сельский отель, а затем перестроено в многоквартирный дом.

## Мировоззрение Хаггарда

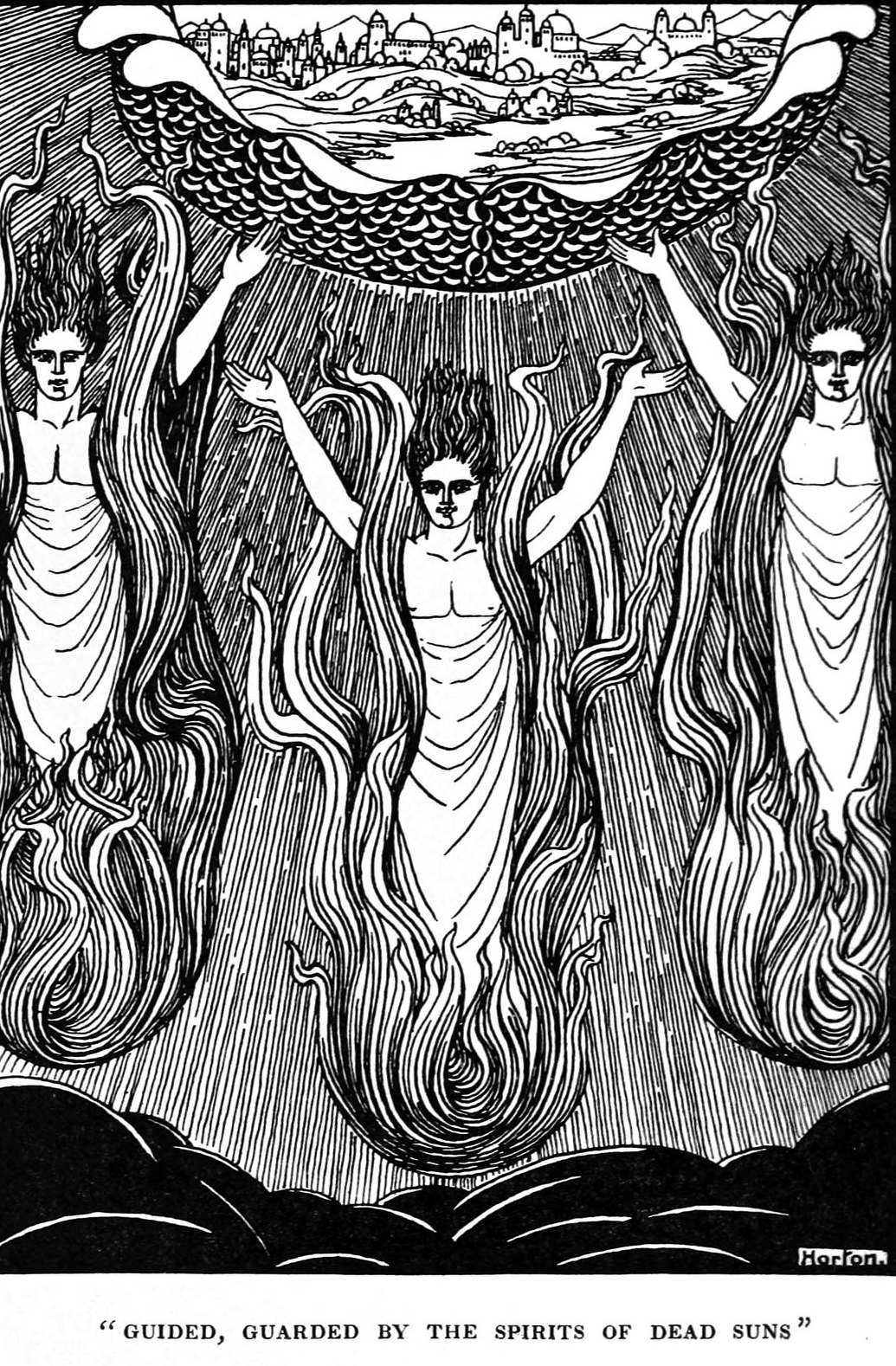
Уильям Томас Хортон. Иллюстрация к повести «Махатма и заяц» (1911)

В автобиографии «Дни моей жизни» Хаггард посвятил отдельную главу психическим явлениям и завершил книгу описанием своей веры. Ни один другой предмет не описывался им более подробно. Он на полном серьёзе описывал, как установил телепатический контакт с собакой своей дочери. В заключительной главе он провозгласил своё неверие в христианские истины, а также пытался проанализировать своё видение духовного мира, основываясь на буддизме и языческих верованиях зулусов. В общем, по словам Джона Сениора, его религиозные воззрения не составляли системы и, вероятно, не слишком удовлетворяли даже самого автора. Однако в данном контексте важно то, что Хаггард представил последовательное (хотя и внутренне противоречивое) изложение той спиритуальной системы, которая обусловливала действие его приключенческих и мистических романов. В отличие от Дарвина или Эллиотта, Хаггарда не устраивал агностицизм — поэтому, отвергнув англиканство, некоторые приемлемые для него элементы христианства он попытался сохранить. Например, воскресение Христово он объявил библейским свидетельством реинкарнации, при этом воспринимая Библию как протестант — то есть видя в ней свидетельство о действительно происходивших событиях, которые открыты для индивидуальной интерпретации. С другой стороны, Хаггарду-гуманисту был неприятен карающий Бог Израилев, а сдерживающая роль христианства как религии наказания казалась неприемлемой, в том числе в социальном смысле. Хаггард многократно повторял в разных местах, что человек не должен считать, что осуждён Богом только на основании событий одной короткой жизни, сознательные действия в которой могут не превышать по времени 20—30 лет.
Хаггард был теистом, но при этом соединил буддизм с христианством. Генри Райдер сохранил понятие Бога-судии, который, однако, принимает решение на основании не одной жизни, а целой цепочки реинкарнаций. Возможно, именно из-за открытого исповедания этих взглядов Хаггард завещал издать свою автобиографию только после своей смерти. Указанные взгляды не мешали ему быть активным членом Англиканской церкви и признавать Священное Писание богодухновенным (за исключением Откровения Иоанна Богослова), а также откровенно третировать католицизм. Главным объектом критики Хаггарда к концу жизни стал фанатизм, и на этом основании он отверг не только католиков, но и Армию спасения, которую активно поддерживал на рубеже веков. Хаггард отстаивал право каждого на духовный поиск, но при этом неожиданно заявил, что в христианстве содержится всё лучшее, истинное и доброе, что имеется и в других религиях. Например, в учении Иисуса можно найти принципы буддизма. Собственно, в буддизме Генри Райдера не устраивало именно отсутствие окончательного воздаяния и то, что высшей наградой праведнику является Ничто. Христианство, напротив, он считал религией позитива. Зато идея реинкарнации, по его мнению, как нельзя лучше подходила для обоснования прогресса. Иногда это выражалось эксцентрично: так, Хаггард утверждал, что Иоанн Креститель был реинкарнацией Илии. В известной степени эти убеждения подпитывались опытом его первой любви: Лили Джексон «являлась» ему после своей смерти. Достаточно часто в романах Хаггарда встречалась коллизия, когда возлюбленные, разделённые порогом смерти, воссоединяются в следующих рождениях. Даже Аллан Квотермейн волей автора испытал такой опыт со Стеллой («Жена Аллана»); классическим примером является история Айши и Калликрата.
Генри Хаггард принимал христианскую концепцию молитвы как действенного средства спасения. Под молитвой он понимал духовный контакт со сверхъестественным миром и Богом, который способен направить на должный путь или обеспечить желаемую реинкарнацию. Иногда через молитву может прийти мгновенное озарение и понимание, что есть мир Божий. Под библейским адом он понимал земное зло как искушение, сводящее с правильного пути, — однако человеку дан шанс исправить всё в следующем рождении. Истории искупления была посвящена повесть «Колдун». В цикле об Айше Хаггард поднял и другую сторону искупления (в христианском значении этого слова) — любви, поскольку никогда не отрицал значимости сексуальности в отношениях мужчин и женщин.
Хаггарда интересовал вопрос, войдут ли в Царство Небесное животные. Эту концепцию он описал в фантастической аллегории «Махатма и заяц». В юности и молодости Хаггард был страстным охотником, но уверившись, что у животных есть душа, отказался от убийств. Южноафриканский опыт общения с анимистами сильно повлиял на него, и Хаггард отчасти предвосхитил экологические движения второй половины XX века.

## Творчество

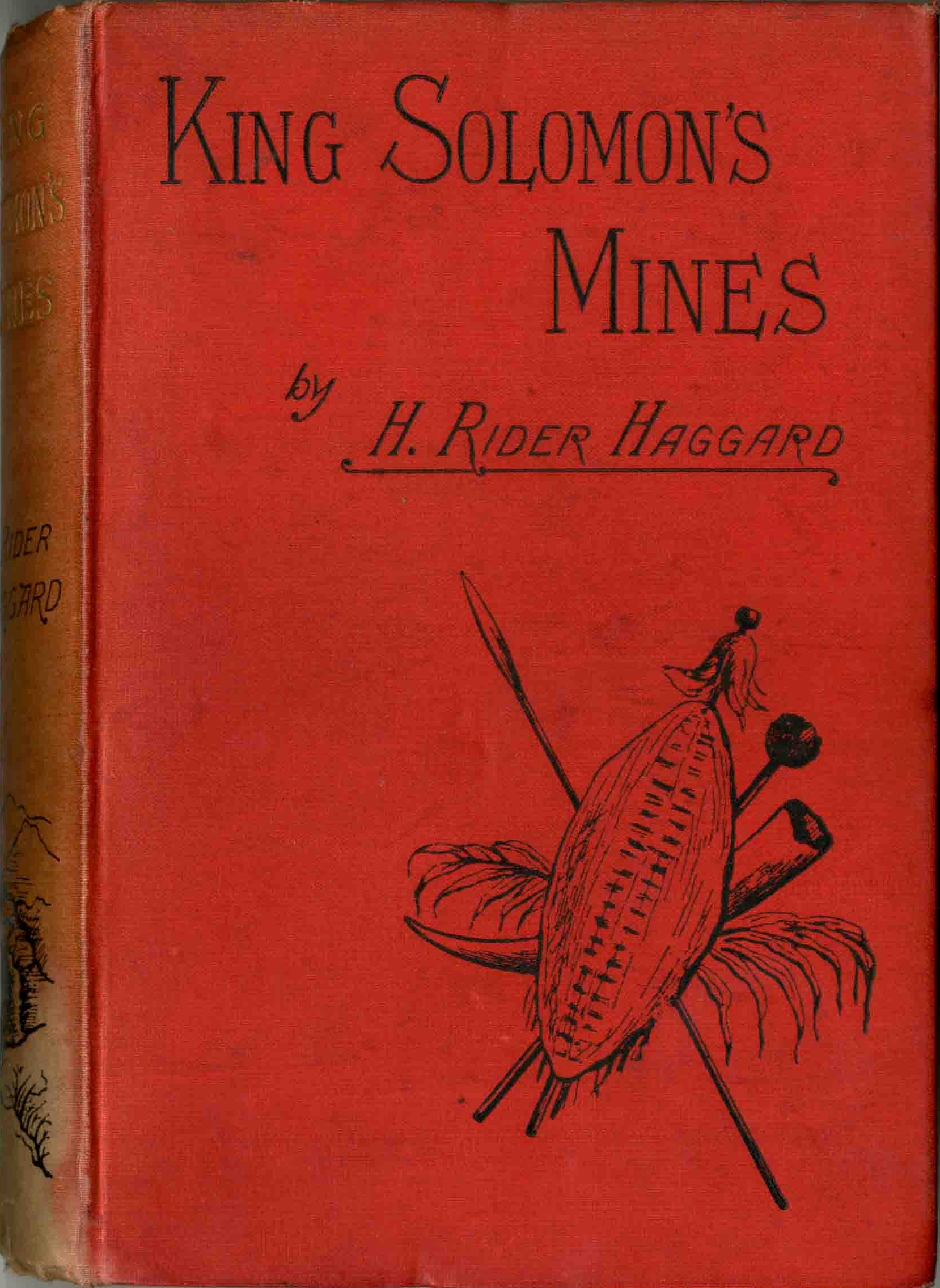
Обложка первого издания «Копей царя Соломона», 1887

### Издания и коммерческий успех
Согласно подсчётам Мортона Коэна, Хаггард выпустил отдельными изданиями 58 художественных книг (повестей и романов); его активная литературная деятельность продолжалась с 1882 года, и с момента кончины до 1930 года вышло ещё четыре книги. Его активность имела определённые закономерности: в течение 25 лет он стабильно печатал по книге в год, в течение 10 лет — по две, а в 1887 и 1888 годах у него вышло по три книги. Из 58 книг 34 были приключенческими, 12 — историческими романами, и ещё 12 — «реалистическими» повествованиями из современной жизни. Выделялся также его «Зулусский цикл». Любимым персонажем был Аллан Квотермейн, который появлялся в 18 произведениях (14 романах и 4 рассказах).
Самым издаваемым романом Хаггарда были «Копи царя Соломона». В 1885 году первый его тираж составил 2000 экземпляров, но только за первый год в Англии было продано 31 000 экземпляров, что принесло ему на Рождество 750 фунтов гонорара (80 000 в ценах 2018 года). К 1905 году в Англии было продано 300 000 экземпляров этого романа. Считается, что до конца жизни Хаггарда было продано 650 000 экземпляров «Копей» в одной только Великобритании. По сообщению М. Коэна, к 1968 году роман ежегодно выдерживал не менее 12 переизданий на английском языке и был многократно инсценирован в театре и кинематографе. Роман «Она» пользовался не меньшим успехом: в первый месяц разошлось 30 000 экземпляров, а всего Хаггард получил от этого романа 10 000 фунтов чистой прибыли. В 1903 году этот роман открыл серию дешёвых изданий, ценой в пенни, и разошёлся полумиллионным тиражом. По состоянию на 1968 год, ежегодно роман переиздавался 8 раз, а в 1949 году американское издание Dell Books разошлось 250-тысячным тиражом. Роман «Джесс» был переведён на французский язык в год издания (1887), и к моменту написания Хаггардом автобиографии (1911), выдержал 27 английских изданий. Роман «Скиталец», написанный в соавторстве с Э. Лэнгом, разошёлся тиражом 227 000 экземпляров. Дочь Хаггарда вспоминала, что к началу 1890-х годов её отец заработал на своих книгах 20 000 фунтов (2 100 000). Права на роман «Возвращение Айши» Хаггард продал за 1000 фунтов плюс 25 % от стоимости продаж. Один американский журналист подсчитал, что к моменту кончины Хаггарда в 1925 году его прибыль от изданий «Копей» в США составила 10 000 долларов (143 000), а от романа «Она» — целых 50 000 (716 000 в ценах 2018 года). Книги Хаггарда неоднократно включались в разнообразные списки бестселлеров и рекомендуемого чтения. В такой список 1925 года вошли 12 авторов, в том числе Киплинг, Томас Харди, Артур Конан Дойл, Герберт Уэллс, Джозеф Конрад и (предпоследним) Честертон. Хаггард занимал шестое место. В обзор лучших книг Эрнеста Бейкера в 1913 году входило 33 романа Хаггарда, а в 1932 году — сорок.
В 1893 году в США был издан рейтинг 150 любимых публикой романов, где «Она» заняла 117-е место. В изданном тогда же рейтинге популярности авторов, составленном по числу запросов в публичных библиотеках, на первом месте оказался Диккенс, на третьем — Вальтер Скотт, Фенимор Купер — на пятом, Джордж Эллиотт — на шестом, Натаниэль Готорн — на седьмом месте, а Хаггард — на сорок третьем (Стивенсон — на 44-м месте, а Золя, находившийся тогда на вершине славы в Европе, вообще отсутствовал). Переводы Хаггарда стали быстро распространяться: например, на китайский язык его первым перевёл Линь Шу, в одном ряду с Сервантесом, Гюго и Толстым. По далеко не полным данным, только в период 1932—1955 годов было издано 98 переводов в 51 стране, в том числе первые переводы на венгерский язык «Дней моей жизни», «Копей царя Соломона» на японский язык, и т. д.
Самой успешной театральной инсценировкой Хаггарда стала пьеса «Дитя бури», поставленная в театре «Глобус» под названием «Мамина» в 1914 году. Было решено воспроизвести на сцене все особенности жизни и быта зулусов, были привлечены специалисты Британского музея и двое зулусов как консультанты. В сцене свадебного танца были задействованы 80 человек. Из-за этого убытки компании составили 8000 фунтов, хотя спектакль выдержал 133 представления.

### Писательская формула

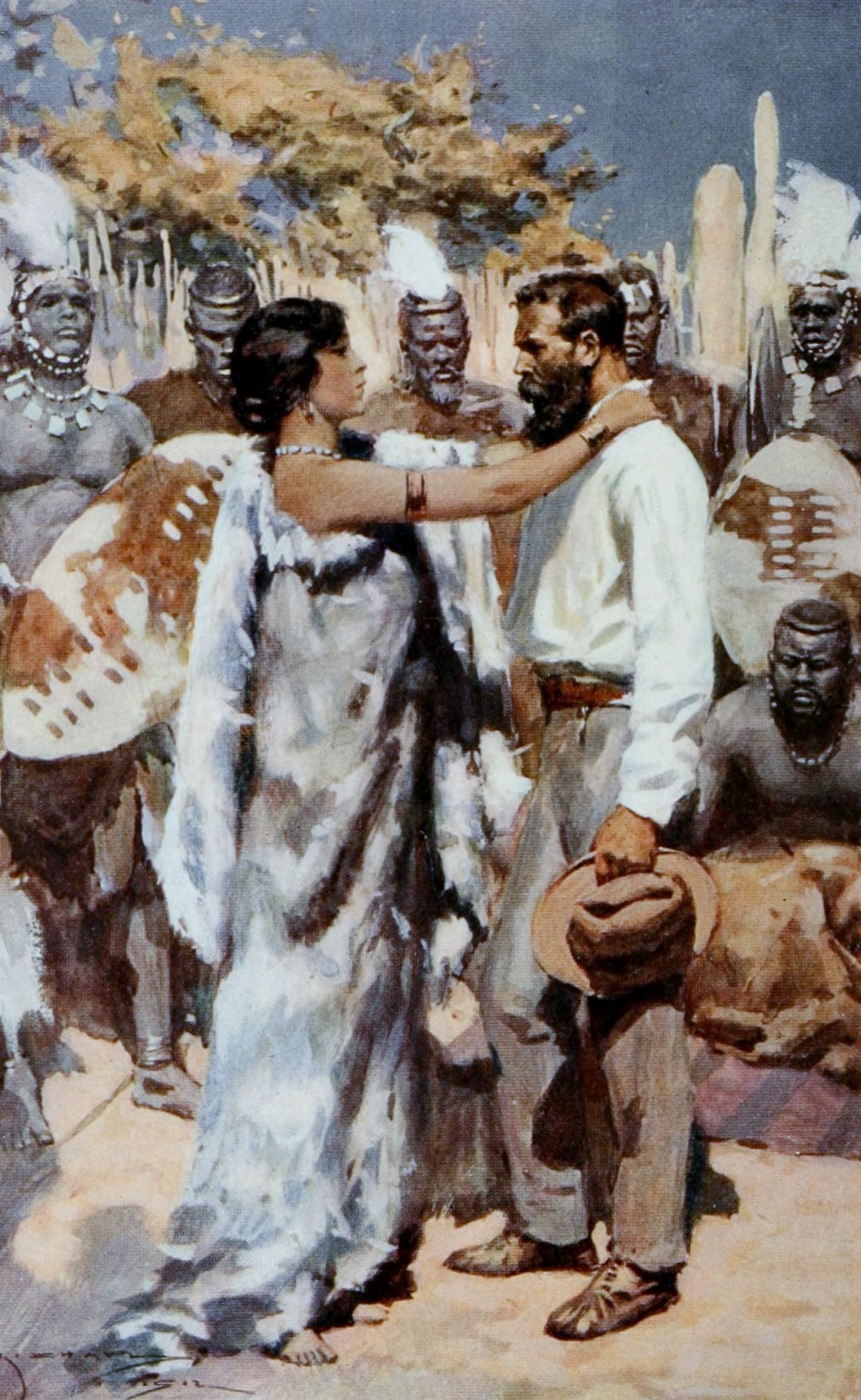
Иллюстрация к роману «Дитя бури» (1913)

Мортон Коэн был первым исследователем, который открыл, что все художественные произведения Хаггарда были построены по единому шаблону, несмотря на большое внешнее разнообразие. Местом действия чаще всего выступали Англия и Африка (в разные исторические периоды), но также и Дания, Испания, Исландия, Мексика, Перу, Древний Египет и Палестина библейских времён и Средневековья. Но это только декорации. С точки зрения М. Коэна, в своей основе это средневековый рыцарский роман, адаптированный ко вкусам викторианской и эдвардианской публики и современным общественным отношениям. «Рыцарь здесь облачён не в сияющие доспехи, а во фланелевый костюм от портных Нью Бонд-стрит, и вооружён не мечом и копьём, а винчестером». Базовый сюжет однотипен и всегда исполнен благородства: иногда это спасение девицы, попавшей в беду; иногда — помощь другу; часто — простой поиск приключений или охота за сокровищами, которая в викторианскую эпоху считалась респектабельным занятием. Препятствия могут быть природными — океаны, вельд, пустыня, горные цепи или джунгли, героям приходится терпеть голод и жажду, жару и холод. Это позволяет продемонстрировать сверхчеловеческую выносливость и силу и совершать подвиги. Разнообразие последних максимально — львы и тигры, змеи и крокодилы, и даже колдуны и ведьмы отдалённых племён. Главные герои чаще всего выходят победителями, получив неповторимый опыт, смиренно склонившись перед Богом. В известном смысле Хаггард утверждал, что идеалы рыцарства не исчезли из мира капитализма, они сохранились на фронтире — в Африке или Мексике, которые ещё не захвачены рутиной политики и финансов.
М. Коэн низко оценивал психологическую достоверность персонажей Хаггарда. Он утверждал, что все они почти не демонстрируют духовной жизни и духовного роста. Если Хаггард описывал персонажа в третьем лице, он сам резко ограничивал возможности описания внутренней жизни, тогда как в повествованиях от первого лица часты объёмные философские спекуляции, но они монотонны и неглубоки. Исключений немного, одно из них — образ Аллана Квотермейна. Он появился как типический викторианский герой — молодой, романтичный, «с пропорциями Адониса», физически сильный, мужественный и отважный. Тем не менее и его Коэн именовал «картонным» или, по крайней мере, двумерным: истинным героем цикла о Квотермейне является рассказчик, постепенно стареющий и набирающийся опыта. Квотермейн — рыцарь Британской империи. Англия для него, в сущности, — чужбина, и он не скрывает этого, однако в Африке он — крестоносец, который несёт божественную миссию Англию в своём сердце, «бремя белого человека», которое понимает как распространение христианской любви и англосаксонского права.

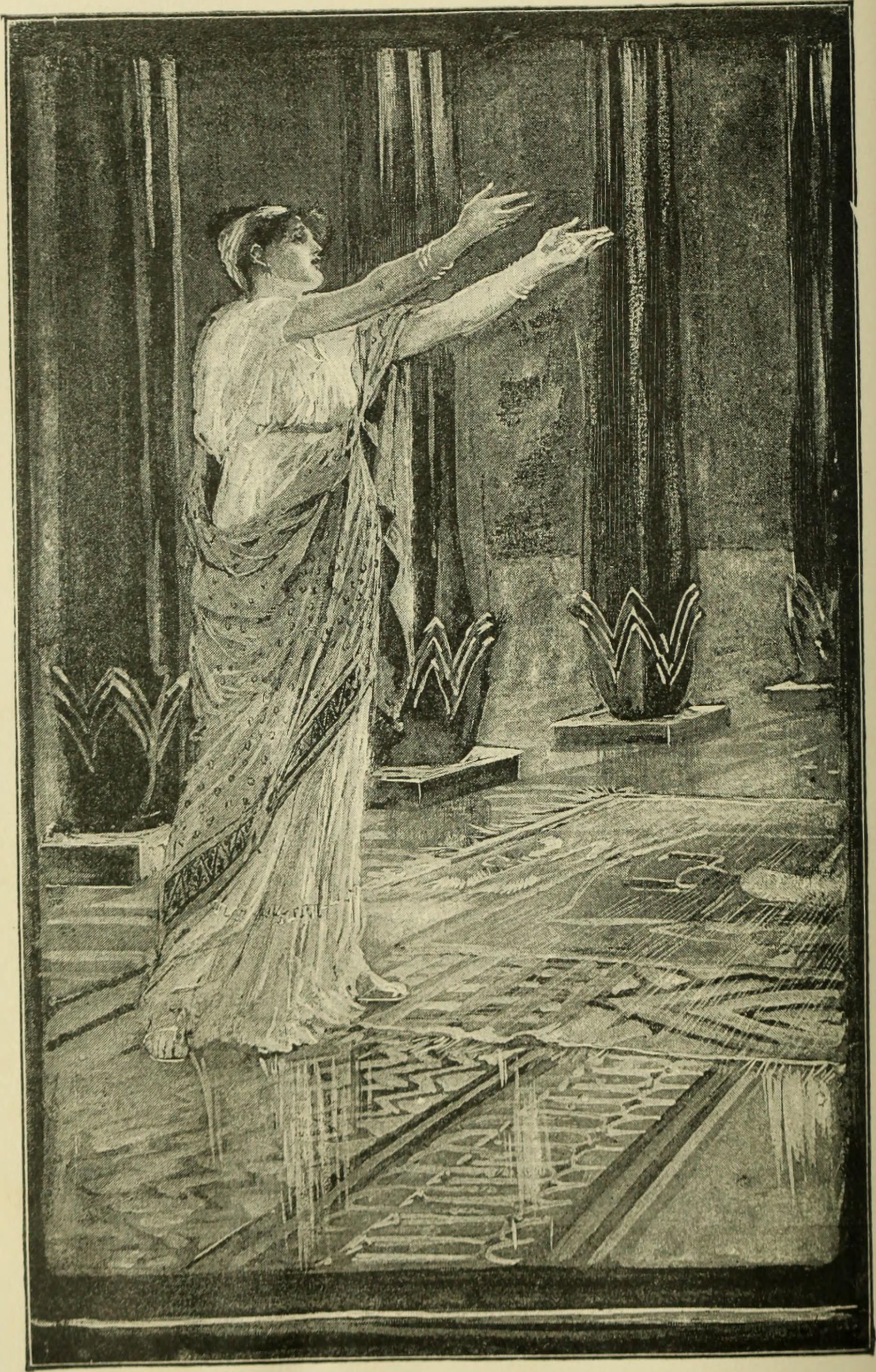
Клеопатра. Иллюстрация к изданию одноимённого романа (1894)

Квотермейн в некотором отношении нетипичный для Хаггарда герой, хотя и чаще всего им использовавшийся. Аллан — реалист и рационалист, и все необычные явления должен поверить личным опытом, по характеру он упрямый циник и скептик, что отражается и в его повествовании. Однако на фоне викторианского разочарования в прогрессе и технологии, Квотермейн сделался главным проводником хаггардовского романтизма. В «Копях царя Соломона» главным побудительным мотивом его действий является подписанный контракт, тот же мотив действует в романе «Дитя из слоновой кости» (Аллан отправляется на поиски похищенной английской леди). Конфликт всех романов о Квотермейне строится на столкновении скептика с миром непознанного, в физическом или психическом смысле. Это подвергает разум героя многочисленным испытаниям. Достоверность романтической фантазии придаёт сугубый реализм описаний природы и этнографических подробностей, очень часто роман подаётся в форме записок или мемуаров, в которых публикатор — Хаггард — находит и комментирует ошибки, и т. п. Иными словами, по М. Коэну, главным персонажем романов Хаггарда является фантастический мир, и это делает неважным, насколько «крут» главный персонаж или плоски второстепенные герои. Более того, это тоже элемент достоверности романного мира: Квотермейны ходили вокруг читателя Хаггарда по тротуарам Лондона и просёлкам Норфолка.
Женских персонажей романов Хаггарда М. Коэн условно делил на три категории. В мелодрамах это красивые и талантливые девы, на пути которых встают трагические обстоятельства в лице обанкротившихся родителей или опекунов, желающих выдать подопечную за злодея. Такого рода сюжеты заканчиваются внезапной или насильственной смертью. Вторым типом является послушная жена и приятный компаньон своего супруга — героя, однако здесь возможны варианты в виде любовного треугольника. Третий тип — сверхъестественное существо, воплощение вечности и сверхчеловеческих качеств: бессмертия, вечной красоты, мудрости и шарма. Это своего рода квинтэссенция романтического идеала, достижение которого требует от героя полного самоотречения. В цикле об Айше эти черты проявились наиболее ярко: в момент кульминации, когда герой и героиня должны соединиться, происходит трагедия, и она уходит в мир иной, подчёркивая недостижимость и непостижимость Женственности. Поиск Айши, предпринимаемый Лео Винси или Квотермейном, сравнивается М. Коэном с фаустианойили даже фрейдистским поиском универсального смысла жизни и духовного поведения.
Стилистику и поэтику Хаггарда М. Коэн оценивал невысоко и сетовал, что тот не получил достаточного образования и был вынужден зарабатывать литературой на жизнь. Динамика сюжета (особенно в его поздних романах) проседает и тонет в детализации, структура предложений переусложнена и громоздка. Сюжет растянут, кроме того, Хаггард не может похвастаться разнообразием выразительных и словесных приёмов. Для его стиля характерны многочисленные противопоставления, а также чрезмерное количество риторических приёмов и междометий. Диалоги чаще всего напыщенные и могут сочетаться с обращениями к читателю. При этом Генри Райдер не злоупотребляет морализаторством, следуя советам Лэнга и Киплинга. Коэн, а вслед за ним и другие критики, утверждали, что в поздние годы стиль Хаггарда улучшился и он почти избавился от обычных для него недостатков. В числе лучших его произведений он называл «Копи царя Соломона», «Она» и «Возвращение Айши», «Клеопатру», «Дитя из слоновой кости», «Деву Солнца», «Эрика Светлоокого» и «Лейденскую красавицу». Отдельной похвалы удостоился зулусский цикл.

## Наследие и память

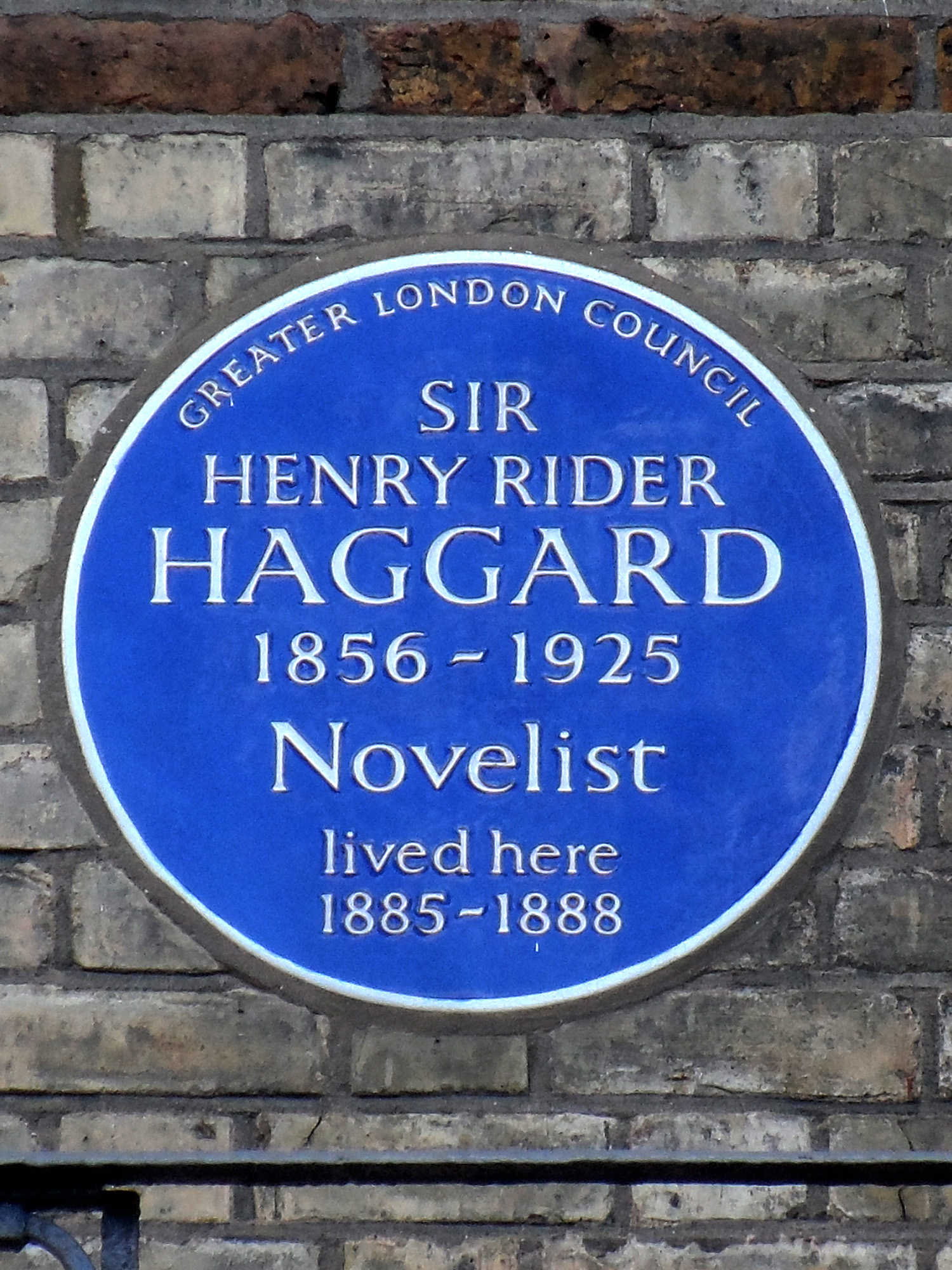
Мемориальная доска в Кенсингтоне

Творчество Генри Райдера Хаггарда, оставшись актуальным для издателей и деятелей медиаиндустрии, так и не попало в канон литературной классики. Тем не менее его имя не было забыто: в 1926 году посмертно вышла его автобиография «Дни моей жизни», а в 1951 году дочь Лили Райдер опубликовала свою версию биографии отца — «Плащ, что я оставил». В 1960 году канадско-американский литературовед Мортон Коэн опубликовал первую сводную биографию Хаггарда. Она была переиздана в 1968 году и пользуется популярностью в XXI веке, благодаря информативности и большой подборке прижизненных критических материалов. Кроме того, в 1965 году Коэн издал отдельное исследование знакомства и дружбы Хаггарда и Киплинга в литературном контексте Лондона времени их жизни. По мнению Коэна, Хаггард «не заслужил места в Вальгалле»; литературовед же первым описал, что практически все романы Генри Райдера были написаны по одному шаблону, и в своей стилевой и творческой манере писатель почти не прогрессировал.
Биография Анны и Сидни Хиггинс (общий псевдоним «D. S. Higgins») 1981 года — «Rider Haggard: The Great Storyteller», была выдержана во фрейдистском духе; авторы пытались найти основные мотивы его творчества и мировоззрения в конфликте с отцом, потере главной любви в жизни, — Лили Джексон, и единственного сына, и проч. Фатализм и спиритуализм Хаггарда и проповедуемое им чувство долга признавалось следствием социального и сексуального подавления. А. и С. Хиггинсы также писали о «формуле романного письма» Хаггарда. Однако важным достоинством этой работы было то, что она основывалась на дневниках Хаггарда, которые наследники позволили издать в 1980 году в сильно купированном виде. Напротив, чрезвычайно жёсткая оценка творчеству и философии Хаггарда была дана в монографии Венди Роберты Кац «Rider Haggard and the fiction of empire», вышедшей в 1987 году. Несмотря на объявленный объективистский подход, исследователь объявила романы Хаггарда пропагандой pax Britannica, а его самого — расистом (в особенности третировавшим евреев и негров), сексистом и «криптофашистом». Расовые воззрения Хаггарда были рассмотрены в монографии Н. Этерингтона 1984 года; исследователь пришёл к выводу, что взгляды писателя были не характерны ни для его времени, ни для его класса. Являясь викторианским шовинистом, Хаггард в то же время искренне уважал культуру коренных жителей Африки и их самих.
Подобные крайние подходы не закрепились в историографии Хаггарда. В 1987 и 1991 годах вышли аннотированные библиографии его книг и критической литературы. Весьма продуктивным оказалось исследование поэтики хаггардовской прозы — так, в 1972 году в Ньюфаундленде была защищена диссертация У. Бёрси «Хаггард и популярная литература». Хаггард рассматривался им как писатель-романтик, который, хотя и использовал клише из литературы и мифологии, умел вписать героя в обстановку, придать индивидуальность речи того или иного персонажа. Бёрси, собственно, выделил главные сюжетные клише Хаггарда: «убийство дракона», «рыцарь и его оруженосец», «спасение прекрасной дамы» и т. д. В диссертациях и монографиях 1990—2000 годов рассматривался тип созданного Хаггардом романа (Т. Мюррей обозначал его как science fantasy). Исследователи африканского контекста творчества Хаггарда обратились к методологии ориентализма и пришли к выводу, что он стоял у истоков «скрытого африканизма», сопоставимого с содержащимся в творчестве Дж. Конрада. По мнению Л. Стайбел, колониальный дискурс Хаггарда был выражением сложного комплекса представлений викторианцев о «Другом»; он создал свой миф о Чёрном континенте.
В России произведения Хаггарда стали переводить и издавать с начала XX века. Ввиду его популярности, П. П. Сойкин в 1915 году предпринял издание собрания сочинений в 20 томах, которое очень быстро разошлось. В 1920-х годах романы Хаггарда издавались и в СССР и даже удостоились критического отзыва К. Чуковского. Далее настало длительное забвение, однако с 1970-х годов избранные романы («Дочь Монтесумы») заново переводились и издавались как детская приключенческая литература. В 1973 году издательство «Наука» выпустило том «Миссия в Трансвааль», куда включили отрывки из автобиографии Хаггарда, несколько рассказов и повесть «Жена Аллана». В начале 1990-х годов были предприняты четыре попытки издать его собрание сочинений на русском языке, из которого до конца было доведено только 12-томное издание «Терры» (1991—1994), в котором публиковались как дореволюционные, так и новые переводы. С 2000-х годов продолжилось издание ранее не известных русскому читателю произведений Хаггарда и выход новых переводов.
Произведения Хаггарда неоднократно экранизировались, но литературная база их была узка: два романа о Квотермейне и фантастическая «Она»; однако только в эпоху немого кино было поставлено 20 фильмов, а история Айши в разные годы экранизировалась 13 раз. Кинокритик Филип Лейбфрид сетовал, что никогда не было создано адаптации романа «Она и Аллан», где бы были сведены воедино два самых популярных персонажа. Лично Райдер Хаггард никогда не участвовал в написании сценариев и продюсировании, и записи в дневнике свидетельствуют, что экранизации писателю не нравились. В 2006 году британский музыкант Клайв Нолан совместно с польской певицей Агнешкой Свитой написал рок-оперу She по мотивам одноимённого романа.
В честь Хаггарда назван железнодорожный разъезд Canadian National Railway к западу от Мак-Брайда. Также в Канаде в его честь названа гора Райдер (высотой 2545 м) и близлежащий ледник Хаггард, оба — в округе Карибу.